# الخط الزمني للاحتجاجات البحرينية 2011
ترد آثار الانتفاضة البحرينية عام 2011 في المقالات الجدولية التالية:
آثار الاحتجاجات البحرينية (أبريل - يونيو 2011)، التسلسل الزمني من بداية أبريل 2011 حتى نهاية يونيو 2011.
آثار الاحتجاجات البحرينية (يوليو - ديسمبر 2011)، التسلسل الزمني من بداية يوليو 2011 حتى نهاية ديسمبر 2011.
آثار الاحتجاجات البحرينية (يناير - أغسطس 2012)، التسلسل الزمني من بداية يناير 2012 حتى نهاية أغسطس 2012.
آثار الاحتجاجات البحرينية (سبتمبر - ديسمبر 2012)، التسلسل الزمني من بداية سبتمبر 2012 فصاعدًا.

## الخط الزمني

### فبراير 2011

#### 4 فبراير
مئات من البحرينيين تجمعوا أمام السفارة المصرية في المنامة للتعبير عن التضامن مع ثورة 25 يناير في مصر، ووفقاً لصحيفة وول ستريت جورنال كان هذا «من أول التجمعات من هذا النوع يقام في دول الخليج العربي الغنية بالنفط»، خطب في الجمع إبراهيم شريف الأمين العام لجمعية وعد المعارضة ودعا إلى «اصلاحات محليّة».

#### 13 فبراير
قام مجموعة من الشبان بالتظاهر في قرية كرزكان في المحافظة الشمالية، وتطورت الأحداث إلى اشتباكات مع رجال الأمن الذين استخدموا الرصاص المطاطي والغاز المسيل للدموع، مماأدى لإصابة بعض المتظاهرين في الحادث. وكذلك الهجوم على أحد أعراس القرية من قبل عناصر الشرطة.

#### 14 فبراير (يوم الغضب)
في الرابع عشر من فبراير شارك بما يقدر بـ 6000 شخص في المظاهرات والتجمعات السياسية في ارجاء البحرين، تباينت مطالب المحتجين وشملت الإصلاحات والعدالة الاجتماعية والاقتصادية، تم تسجيل أول تجمع للتظاهر في منطقة النويدرات الساعة 5:30 وقدّر الحضور بالمئات (ص.68–9)، كما جرت اشتباكات في عدة قرى بين شبان شيعة وقوات أمن استخدمت قنابل مسيلة للدموع مما أدى إلى إصابة نحو 21 شخصاً بينهم نساء. وأفاد شهود عيان أن مواجهات عنيفة جرت في منطقتي السنابس والدراز قبل أن تمتد إلى منطقة الزنج بضواحي المنامة وسط تحليق للمروحيات فوق العاصمة.
في مساء الرابع عشر من فبراير، توفي الشاب علي مشيمع متأثراً بجروح طلقات نارية اطلقتها قوات الأمن اصيب بها في ظهره من مسافة قريبة، وتزعم الحكومة ان القتيل كان جزءاً من مجموعة من 500 متظاهر هاجموا رجال الشرطة بالحجارة فاضطروا إلى استخدام رصاص الشوزن (الخرطوش)، بينما يؤكد شهود عيان عدم وجود مظاهرات في ذلك الوقت، في وقت لاحق تجمع المئات في موقف سيارات المستشفى الذي نقل اليه علي (ص.69,229)، اعلنت وزارة الداخلية عن اسفها عن مقتل الشاب وأكدت بأنها ستقوم بالتحقيق في الحادث 
وعلى خلاف المشاهد في بعض قرى البحرين شهدت المنامة مسيرات مؤيدة للحكومة وللملك حمد بن عيسى آل خليفة احتفالاً بالذكرى العاشرة لما يُعرف بميثاق العمل الوطني. وأطلق المشاركون العنان لأبواق سياراتهم ولوحوا بأعلام البحرين للاحتفال بذكرى الميثاق الذي صدر عقب اضطرابات جرت في البلاد في تسعينيات القرن الماضي.

#### 15-16 فبراير

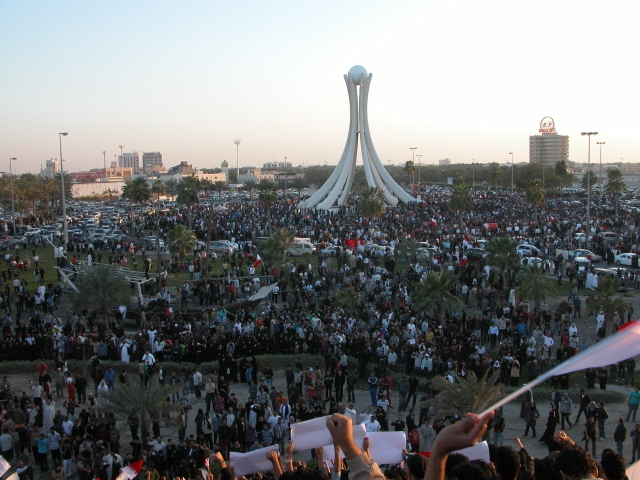
المحتجون يتجمعون في دوار اللؤلؤة لأول مرة في 15 فبراير 2011

في الثلاثاء 15 فبراير خرج نحو 2000 شخص من مجمع السلمانية الطبي بالعاصمة لتشييع جنازة الشاب علي مشيمع الذي قتل الاثنين 14 فبراير 2011 خلال الجنازة اصيب فاضل المتروك برصاص الشرطة في ظهره وتوفي في غضون ساعة من اصابته، وقالت الحكومة أن الشرطة استنفذت الغازات المسيلة للدموع والرصاص المطاطي في محاولات فاشلة لتفريق المشيعيين فأضطرت إلى استخدام الرصاص الانشطاري، بينما يقول شهود عيان أن الشرطة اطلقت النار على ظهر فاضل عندما كان يهم بمساعدة المشيعيين الذين اختنقوا جراء الاستخدام المفرض لمسيلات الدموع (pp70 ،229-30)، بعد هذا القتيل الثاني وفي حوالي الساعة الثالثة بعد الظهر توجه المحتجون إلى دوار اللؤلؤة ونصبوا الخيام واخذ اعداد المحتجين يتضاخم ليصل إلى عشرات الالاف بحلول الليل 
في هذه الأثناء علقت كتلة الوفاق مشاركتها في مجلس النواب البحريني بعد تلك المواجهات الدامية بين الشرطة والمتظاهرين. وقالت جمعية الوفاق المعارضة في مؤتمر صحفي عقدته في 16 فبراير في المنامة أن البرلمان سقط بانسحاب نوابها منه معتبرة أنه لا عملية سياسية في البحرين. وقالت إنها لن تعود إلى البرلمان قبل التحول إلى «ملكية دستورية».
كما أعلن ملك البحرين حمد بن عيسى آل خليفة في خطاب بثه التلفزيون البحريني تشكيل لجنة للتحقيق في أسباب وفاة شخصين في الاحتجاجات. وأعرب عن الأسف لسقوط القتيلين وتقدم بتعازيه الحارة لذويهما، وقال أنه تم تكليف جواد بن سالم العريض نائب رئيس مجلس الوزراء «بتشكيل لجنة خاصة لمعرفة الأسباب التي أدت إلى تلك الأحداث المؤسفة». وأضاف «همنا الأول سلامة الوطن والمواطن ولكي يأخذ كل ذي حق حقه».
وقال النائب جاسم السعيدي أن تلك المظاهرات لم تكن سلمية وأن المشاركين فيها تسلحوا بالحجارة وأدوات حديدية. وأشار إلى أن هنالك من يحرض هؤلاء الفتيان ويحض على الفتنة الطائفية داعياً أصحاب الشكاوى إلى تقديمها عبر ممثليهم في البرلمان.

#### 17 فبراير (الخميس الدامي)
- اقتحمت قوات الأمن البحرينية في حوالي الساعة الثالثة فجراً ميدان اللؤلؤة وسط المنامة لتفريق المعتصمين هناك منذ يومين والذين قدر عددهم في ساعة الهجوم بالالاف، مما أدى لسقوط ثلاثة قتلى وإصابة 231 بجروح (وزير الصحة البحريني).[12] وشنت قوات الأمن الهجوم بالقنابل المسيلة للدموع والرصاص المطاطي والهراوات.[13] وقال شاهد العيان علي المهدي أن قوات الأمن استطاعت السيطرة على الميدان الذي كان يعتصم فيه -حسب قوله- ما بين 5000 و6000 شخص.[14] وقال النائب إبراهيم مطر أن نحو ستين شخصا فقدوا بعد مداهمة الشرطة الاعتصام.[15] وعلى الرغم من انتشار عشرات الدبابات والآليات العسكرية الثقيلة وسط العاصمة قرب ميدان اللؤلؤة والشوارع المحيطة به وإغلاق الأمن للشارع الرئيسي المتجه نحو العاصمة،[16] استمرت المواجهات في منطقة القفول غرب العاصمة المنامة وسط أنباء عن ارتفاع عدد الجرحى إلى أكثر من مائة.[13]
- وأعلن الجيش البحريني ظهر اليوم أنه نشر قواته في المنامة العاصمة للمحافظة على الأمن والنظام، وحذر من خطورة أي تجمعات جماهيرية، وقال إنه سيتخذ ما وصفه بإجراءات صارمة من أجل حفظ الأمن والنظام، وناشد المواطنين بعدم التجمهر في المناطق الحيوية بوسط العاصمة.[15]
- في هذه الأثناء أعلنت جمعية الوفاق الإسلامية المعارضة (وعدد نوابها 18 من البرلمان المؤلف من أربعين نائبا) انسحابها من البرلمان تضامنا مع الشباب المحتج المطالب بالإصلاح. وقال النائب في البرلمان البحريني عن جمعية الوفاق علي الأسود إن هناك حالة طوارئ غير معلنة، وقال أن هناك أنباء غير مؤكدة عن استخدام الرصاص الحي، وأن «ما يجري هو جريمة في حق الإنسانية»، وأضاف «نحن نواجه هجمة شرسة لتصفية هذه الأصوات الحرة». كما قالت النائبة في البرلمان البحريني سميرة رجب أن البحرين تمر الآن بظروف لم تشهدها من قبل، وأن المحظور قد وقع.[13]
- وفي نفس السياق نظم أطباء وممرضون ومسعفون مظاهرات اليوم أمام مستشفى السلمانية في العاصمة المنامة، منددين بقرار من وزير الصحة يمنع استخدام سيارات الإسعاف في نقل ضحايا الاحتجاجات التي تشهدها البلاد. وتقدم الأطباء والممرضون المظاهرة، وانضم إليهم عدد من المواطنين المطالبين بالإصلاح.[15]
- وقال وزير الخارجية البحريني الشيخ خالد بن أحمد آل خليفة في مؤتمر صحفي عقده وزراء خارجية دول مجلس التعاون الخليجي على هامش اجتماعهم الاستثنائي في المنامة أن تحرك الشرطة كان ضروريا لمنع انزلاق البلاد إلى هاوية الطائفية، وأن جيش البلد يحمي البلد ويحمي الدماء ولم يوجه سلاحه إلى المواطنين. وقال إن «شيعة البحرين ولاؤهم للبحرين. شيعة.. سنّة كلنا مسلمون، وإن اليوم هو أهم يوم نؤكد فيه على هذه اللحمة».[12]
- وذكرت وزارة الداخلية في تقرير لها على تلفزيون البحرين أن قوات الأمن عثرت في خيام المتجمهرين أثناء العملية الأمنية على 4 أسلحة نارية وذخيرة حية وسيوف وسكاكين، وقد وصفت جمعية الوفاق الوطني البحرينية المعلومات التي أوردتها وزارة الداخلية البحرينية بأنها مسرحية سخيفة لم ترق حتى للمسرحيات التي انكشف زيفها سابقاً خصوصاً وأن الأدوات التي أوردها التقرير تقدم المؤسسة الأمنية للمواطنين في قالب ضعيف وهزيل لا يليق بهذه المؤسسة التي يفترض فيها أن تكون وطنية صادقة لا تعتمد على التدليس والخداع. واعتبر التقرير الذي نشر صوراً لسلاح ناري وسيوف وخناجر بأنه مضحك جداً كون الأدوات ليست في التداول في الساحة البحرينية وليس لها علاقة بما هو قائم ولا حاجة لها ولم يكن المعتصمون طرف في قبال طرف آخر حتى تستخدم هذه الأسلحة الأدوات، والمثير للغرابة أن القوات المذكورة قامت بأبشع التجاوزات الإنسانية في استهداف الأطفال وتهشيم أجساد الشيوخ الذين قتلت هذه القوات منهم أثنين في عقدهم الخامس من العمر. ودعت الوفاق المؤسسة الأمنية لعدم توريط نفسها في مسرحيات هزيلة خصوصاً وأن سيطرة القوى الأمنية الأمنية والميليشيات المسلحة معها لأكثر من 12 ساعة دون السماح لأحد بالدخول لكفيل بزرع هذه الأدوات المضحكة في دوار اللؤلؤ.وأكدت الوفاق على أن التحضر السلمي الذي أبداه شعب البحرين أمام آلة القتل هو الذي سطر أروع دروس التحضر الذي أحرجت الأجهزة الأمنية التي سعت إلى خلق هذه المسرحيات التي مل منها العالم من كثر ما كررها النظام.[12]

#### 18 فبراير
شارك آلاف البحرينيين بعد صلاة الجمعة اليوم في تشييع اثنين من الخمسة الذين قتلوا برصاص قوات الشرطة فجر أمس الخميس لدى تفريقها بالقوة مظاهرة معارضة لسياسات النظام في دوار اللؤلؤة، فيما شهدت شوارع العاصمة المنامة مسيرة مؤيدة للحكومة ولملك البحرين.
وقد تجمع خارج أحد المساجد في منطقة سترة عدة آلاف للمشاركة في التشييع، مرددين شعارات تطالب بسقوط النظام. وقالت وسائل إعلام وشهود عيان إنه لم يظهر أي تواجد للقوات الأمنية بالقرب من المسجد الذي جرت فيه الصلاة على القتلى، فيما حلقت مروحية تابعة لوزارة الداخلية في سماء المنطقة. وكان إمام المسجد الشيخ عيسى قاسم قد وصف هجوم الشرطة على آلاف المحتجين في دوار اللؤلؤة بالمذبحة. وقد أدى العنف الذي لجأت إليه السلطات في التعامل مع المتظاهرين، إلى رفع سقف مطالب هؤلاء، حيث كانت مطالبهم بالبداية تقتصر على تخفيف قبضة الأسرة المالكة على المناصب الحكومية الكبرى، ومعالجة ما سموه التمييز الذي تعانيه «الأغلبية الشيعية» بالبلاد، غير أن المزاج العام تبدل بعد أحداث العنف وارتفع سقف المطالب، إلى المطالبة برحيل النظام.
من جهة أخرى شارك آلاف المواطنين في مسيرة دعت إليها جمعيات أهلية بعد صلاة الجمعة تأييدا للنظام في البحرين. حيث تدفق المشاركون على شوارع العاصمة المنامة ملوحين بالأعلام وبصور الملك. وأظهرت لقطات تلفزيونية رجالا ونساء وأطفالا يرتدي معظمهم الزي التقليدي وهم يسيرون ببطء في شوارع المنامة ورفع كثيرون صورا للملك حمد بن عيسى آل خليفة.
بينما فتحت قوات الأمن البحرينية النار اليوم على المتظاهرين الذين كانوا ينادون بإرساء الديمقراطية مما أدى إلى سقوط أكثر من 60 جريحا. وقال وزير الصحة البحريني فيصل يعقوب الحمر إن ستة أشخاص أصيبوا الجمعة في مواجهات بين متظاهرين وقوات الأمن في المنامة.
وأصدرت جمعية المعلمين البحرينية بياناً تدعو فيه جموع المعلمين إلى الاعتصام أمام أبواب المدارس يوم الأحد الموافق 20 من فبراير الجاري وعدم القيام بعملية التدريس أو مزاولة أي عملٍ داخل المدرسة في وقفة احتجاجية تضأمنية سلمية مع جموع الشعب. كما وتنصح فيه الجمعية بعدم إرسال أبنائهم للمدارس وذلك حرصاً من الجمعية على سلامة هؤلاء التلاميذ؛ لأنها تعلم ما الذي قد تقوم به قوات الأمن في مواجهة المُعلّمين وما يمكن أن يصيب هؤلاء الطلبة.
وفي تطور آخر بادر ولي العهد نائب القائد الأعلى سمو الأمير سلمان بن حمد آل خليفة للتحدث مباشرة إلى شعب البحرين بجميع فئاته من دون استثناء في زيارة مفاجئة وبث لحوار انطلق من القلب، متوجهاً إلى الجميع بمبادرة نوعية تتضمن إعلان التهدئة، وبعد ذلك مباشرة الجلوس على طاولة الحوار مع الجميع ومن دون استثناءات وطلب ملك البحرين حمد بن عيسى آل خليفة من ولي عهده بدء حوار وطني مع جميع الأطراف والفئات لحل الأزمة التي تعصف بالمملكة. وجاء في بيان رسمي أن ملك البلاد أعطى ولي العهد الشيخ سلمان بن حمد آل خليفة «جميع الصلاحيات اللازمة لتحقيق الآمال والتطلعات التي يصبو إليها المواطنون الكرام بكافة أطيافهم».
وكان الرئيس الأميركي باراك أوباما أجرى اتصالا هاتفيا مع ملك البحرين مساء اليوم حث خلاله السلطات على إجراء إصلاحات بناءة، وفقا لما صرح به المتحدث باسم البيت الأبيض جاي كارني.

#### 19 فبراير
- رفضت جمعية الوفاق التي تقود المعارضة بالبحرين الدعوة إلى الحوار مع جميع الأطياف السياسية التي أعلن عنها الملك حمد بن عيسى آل خليفة بعد يومين شهدا مصرع وإصابة عشرات الأشخاص في مواجهات بين قوات الأمن ومتظاهرين ينادون بالإصلاح السياسي. ونقلت وكالة رويترز عن عضو جمعية الوفاق الشيعية إبراهيم مطر أن الجمعية التي تمثل كتلة المعارضة الرئيسية في البحرين لا تشعر أن هناك رغبة جادة للحوار لأن الجيش منتشر في الشوارع. وأضاف أن السلطات عليها أن تقبل مفهوم الملكية الدستورية وأن تسحب القوات من الشوارع قبل بدء أي حوار، على أن يتم بعد ذلك تشكيل حكومة مؤقتة تضم وجوها جديدة ليس بينها وزيرا الداخلية والدفاع الحاليان.[22]
- هذا وقد سحب الجيش البحريني مدرعاته من ساحة اللؤلؤة التي كانت محورا للاحتجاجات المناهضة للحكومة وذلك بعد ساعات من إعلان جمعية الوفاق المعارضة أنها لن تقبل دعوة الملك إلى الحوار الوطني إلا بعد انسحاب الجيش ضمن إجراءات لتهيئة الأجواء لهذا الحوار. كما أعلن بيان حكومي أن ولي العهد الأمير سلمان بن حمد آل خليفة أمر بسحب جميع قوات الجيش من شوارع البلاد، على أن «تواصل قوات الشرطة الإشراف على الأمن والنظام».[23]
- وعلى الفور قامت قوات الشرطة بالتصدي لمتظاهرين حاولوا العودة إلى ساحة اللؤلؤة من مجمع السلمانية الطبي، والسنابس[24]، حيث استخدمت الغاز المسيل للدموع وقنابل الدخان لتفريقهم وتأكيد سيطرتها على المكان.[25]

فاندلعت أعنف المواجهات منذ اندلاع الاحتجاجات، وقال مصدر طبي لرويترز إن ما بين (60 إلى 80) شخصاً نقلوا إلى المستشفى اليوم بعد تأثرهم بغازات مسيلة للدموع أو إصابتهم بأعيرة مطاطية. وأضاف طبيب بمستشفى السلمانية أن المستشفى ممتلئ الآن ولا توجد به كميات كافية من الأوكسجين لعلاج المصابين.
- ثم اضطرت شرطة مكافحة الشغب إلى الانسحاب بشكل سريع من دوار اللؤلؤة أمام إصرار حشود المتظاهرين على الوصول إليه. وتوجه المحتجون راكضين وهم يحملون الأعلام الوطنية نحو وسط الدوار وأعادوا احتلاله حتى قبل تمام انسحاب الشرطة ولوح المحتجون بأيديهم مودعين رجال الشرطة المنسحبين. وسرعان ما اكتظ دوار اللؤلؤة بعشرات الآلاف الذين احتفلوا بانتصار المحتجين وأغلبهم من الشيعة. وأعيد نصب الخيام التي أزالها الجيش قبل يومين وبدأ الأطباء يستعدون لإقامة مراكز طبية ميدانية لمعالجة أي مصاب.[27]
- في الوقت نفسه، دعا الاتحاد العام لنقابات عمال البحرين إلى إضراب مفتوح ابتداء من يوم غد الأحد حتى تتحق مطالب المحتجين والسماح لهم بحرية التظاهر السلمي للتعبير عن هذه المطالب.[25]
- هذا وقد أجرى توم دونيلون مستشار الأمن القومي الأمريكي اتصالاً هاتفياً مع ولي عهد البحرين سلمان بن حمد آل خليفة أبدى خلاله تأييده لضبط النفس ولمبادرات الحوار التي دعا إليها، وحث على احترام حقوق الإنسان وإجراء إصلاحات تلبي تطلعات البحرينيين. وقد اتصل أيضاً وزير الخارجية البريطاني وليم هيغ كذلك بولي عهد البحرين وعبر له عن قلق بريطانيا العميق تجاه الوضع واستنكاره «لاستخدام الذخيرة الحية ضد المحتجين».[28]

#### 20 فبراير
واصل محتجون بحرينيون اعتصامهم في دوار اللؤلؤة بالعاصمة المنامة اليوم بعد انسحاب قوات الشرطة من هناك. وذكر مراسل لوكالة الأنباء الألمانية أن الوضع في دوار اللؤلؤة بدا هادئا ولم يشهد أي مصادمات. وحاول المحتجون تجنب القيام بأي أعمال تمنحهم طابعا طائفيا ولوحوا بعلم البحرين بلونيه الأحمر والأبيض، ورددوا شعارات تدعو لوحدة البحرين.
وقال رئيس جمعية المعلمين مهدي أبو ديب أن الدعوة (التي وجهتها جمعية المعلمين البحرينية يوم أمس لاعتصام مفتوح ابتداء من اليوم الأحد لجميع معلمي ومعلمات مدارس البحرين)، أدت إلى توقف أكثر من 80% من مدارس البحرين التي غاب عنها الطلاب والطالبات وفق بعض المدرسين.
لكن الوكيل المساعد للتعليم العام والفني ناصر محمد الشيخ قال في اتصال مع الجزيرة نت إن الإحصائيات الواردة من المدارس تفيد أن جميع المدرسين والطلاب الذين يقدر عددهم بنحو 130 ألف طالب وطالبة حضروا للمدارس وبالذات في مدارس المحرق والجنوبية. وأضاف الشيخ أن نسبة الذين غابوا من المدرسين والطلاب هم أعداد محدودة لا تؤثر على سير الدراسة في البحرين ولا يشكلون مشكلة لتوقف التعليم.
ويتزامن ذلك مع إلغاء النقابة العامة للعمال في المملكة إضرابا عاما كان من المقرر أن ينظم غدا الاثنين، بعد استجابة الحكومة لمطلبها بالحق في التظاهر سلميا. وقالت النقابة إنها قررت وقف الإضراب والعودة إلى العمل.
وقال ولي عهد البحرين الشيخ سلمان بن حمد آل خليفة -في مقابلة مع شبكة سي إن إن الإخبارية الأميركية- أن جميع الأحزاب السياسية في البلاد جديرة بان يكون لها صوت على المائدة، مضيفا أن ملك البحرين كلفه بأن يقود الحوار وبناء الثقة مع جميع الأطراف. وقال أيضاً أنه سيجري السماح للمحتجين بالبقاء في دوار اللؤلؤة. وقال مراقبون في البحرين إن ولي العهد ظهر بوصفه الرجل القوي الذي استبعد في الوقت الحالي الصقور في البلاط الملكي ورئيس الوزراء.
وفي تطور آخر، أكد النائب البرلماني البحريني السابق ناصر الفضالة أن عددا من القوى السياسية والوطنية شكلت اليوم «التجمع الوطني للوحدة الوطنية»، للتمسك بالوحدة الوطنية والدفاع عن شرعية النظام القائم ومواجهة الخطاب الطائفي.
ومما يذكر أيضاً أن مؤسسة موديز للتصنيفات الائتمانية أعربت عن قلقها إزاء استمرار الاضطرابات في البحرين وقالت إنها تتابع الوضع هناك عن كثب. وفي نهاية الأسبوع الماضي ارتفعت تكلفة تأمين ديون البحرين إلى أعلى مستوياتها في 18 شهرا في ظل استمرار الاحتجاجات التي تشهدها.

#### 21 فبراير
- المحتجون: تواصل اليوم تدفق المحتجين إلى ميدان اللؤلؤة وسط العاصمة البحرينية المنامة للانضمام إلى المعتصمين هناك. واحتشد أكثر من 1500 معلم في ميدان اللؤلؤة وتعهدوا بوقف التدريس لحين إسقاط الحكومة، كما احتشد قرابة 10,000 متظاهر في الميدان الذي بات مركزا للاحتجاجات في المملكة[30]

وكانت هناك دعوة وجهتها جمعية المعلمين البحرينية إلى اعتصام مفتوح ابتداء من أمس الأحد لجميع معلمي ومعلمات مدارس البحرين من أجل توقف غالبية المدارس.
- المؤيدون: تظاهر أكثر من عشرة آلاف من الموالين للحكومة مساء اليوم في المنامة لدعم العائلة المالكة. وتجمع المتظاهرون في مسجد الفاتح وهم يرددون هتافات لدعم الملك حمد بن عيسى آل خليفة.[32]
- الحوار: أعلن ولي عهد البحرين الشيخ سلمان بن حمد آل خليفة في بيان أنه في الوقت الراهن يتركز اهتمام البلاد بشكل كامل على إقامة حوار وطني جديد من أجل البحرين. وأضاف أنه بعد أحداث الأسبوع الماضي صارت أولوية البلاد هي التغلب على المأساة ومعالجة الانقسامات والحفاظ على تماسك البلاد.
- وفاة أحد المصابين: كما أفادت مصادر طبية أن شخصا توفي اليوم في مستشفى السلمانية ويدعى عبد الرضا متأثرا بالرصاص الانشطاري الذي أصاب رأسه يوم الجمعة الماضي أثناء المواجهات التي دارت بين محتجين حاولوا الوصول لميدان اللؤلؤة وبين عناصر الأمن والجيش البحريني.[30]
- التصنيف الائتماني: من جهة أخرى خفضت مؤسسة ستاندرد آند بورز تصنيفها الائتماني للدين السيادي البحريني للأجلين الطويل والقصير بسبب مخاوف من استمرار الاضطرابات السياسية والمظاهرات في المملكة. وحددت المؤسسة تصنيف البحرين عند 1 من 2 ووضعتها قيد المراقبة مع توقعات سلبية. وخفضت ستاندرد آند بورز أيضا تصنيفها للبنك المركزي البحريني وشركة ممتلكات القابضة وهي صندوق الثروة السيادية للبحرين إلى 1 من 2 ووضعتهما قيد المراقبة مع توقعات سلبية أيضا.[33]

#### 22 فبراير (الوفاء للشهداء)

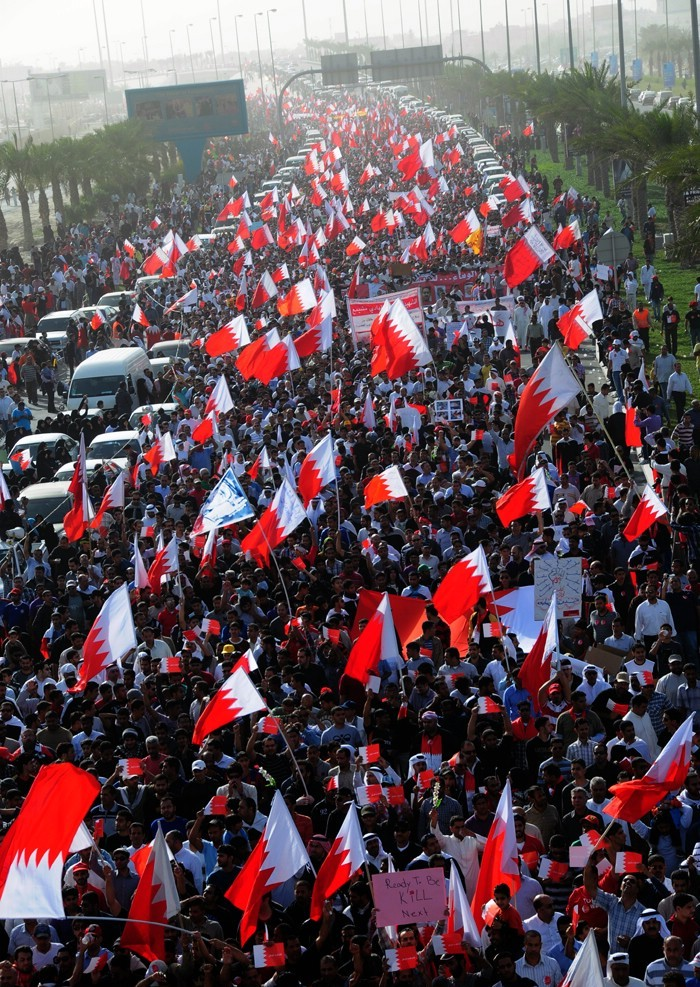
مئات الآلاف من البحرينيين يشاركون في مسيرة الوفاء للشهداء

- المنامة: تدفق عشرات الآلاف من أنصار المعارضة في البحرين إلى شوارع العاصمة المنامة في مسيرة ضخمة للمطالبة بإسقاط الحكومة، في أكبر مظاهرة من نوعها منذ بدء الاحتجاجات. وعلقت لافتة على أحد جسور المدينة كتب عليها «لا حوار قبل سقوط النظام الحاكم» بينما كان المتظاهرون يتدفقون إلى الشوارع في طريقهم إلى ميدان اللؤلؤة حيث يعتصم المطالبون بالتغيير، وهو المكان الذي تحول رمزا للاحتجاجات التي تشهدها البحرين منذ 14 فبراير/شباط 2011 م. وبحسب مراسل وكالة الصحافة الفرنسية، فقد امتدت الحشود الضخمة على حوالي ثلاثة كيلومترات في وسط المنامة في شارع رئيسي يؤدي إلى ميدان اللؤلؤة. وانضم الآلاف من المتظاهرين بينهم عدد كبير من النساء إلى المسيرة عبر الشوارع التي تؤدي إلى شارع المسيرة.[32]
- قرية المالكية: تزامنت المسيرة السابقة مع مشاركة عدة آلاف من المشيعين في جنازة شاب (32 عاما) قتل في احتجاجات شهدتها المملكة أوائل الاسبوع. وحمل المشيعون جثمان القتيل رضا محمد وطافوا به شوارع قرية المالكية، وهم يلوحون بأعلام البحرين ويرددون هتافات تدعو للوحدة الوطنية.
- وقالت وسائل الإعلام الرسمية أن الملك أمر بالإفراج عن مجموعة من السجناء لم تحدد عددهم، كما أمر بوقف كل القضايا التي تنظرها المحكمة فيما اعتبرته شخصيات معارضة إشارة إلى محاكمة المتهمين الشيعة بمحاولة قلب نظام الحكم.[32]

#### 23 فبراير
أعلنت الحكومة البحرينية اليوم في بيان رسمي الإفراج عن 308 أشخاص وذلك بعد عفو أصدره الملك حمد بن عيسى آل خليفة. كما أعلنت أنها ستباشر التحقيق في مزاعم تتصل بتعرضهم لعمليات تعذيب. ومن بين المفرج عنهم 23 شيعيا اعتقلوا في أغسطس/آب 2010 م بتهمة التخطيط للإطاحة بالنظام الملكي باستخدام العنف.
كما نظم آلاف البحرينيين مساء اليوم مسيرة إلى ساحة اللؤلؤة تقدمها المعتقلون السياسيون الذين أفرج عنهم، كما ردد المشاركون في المسيرة هتافات مناوئة للحكومة ثم انضموا إلى المعتصمين في الساحة.

#### 24 فبراير
يتواصل لليوم السابع على التوالي الاعتصام في ميدان اللؤلؤة بالعاصمة البحرينية المنامة وسط أنباء عن غياب الإجماع على مطالب محددة بين الشبان غير المنتمين سياسيا وبين الجمعيات السياسية البحرينية.
ففي حين أن الشبان غير المنتمين سياسيا يرفضون أي حوار مع الحكومة ويرفعون سقف مطالبهم وصولا إلى شعار إسقاط النظام، فإن جمعيات سياسية من بينها حركة الوفاق (الشيعية المعارضة) يختلفون مع هذا الرأي باعتباره مطلبا غير واقعي على حد تعبيرهم، ويرى البعض أن هذه الجمعية تسعى لتقاسم أكل الكعكة بين الشعب والحكومة فتنادي بملكية دستورية وتحاول حرف الشعارات المنادية بإسقاط النظام. لكن من بين التيارات السياسية التي تقترب من مواقف الشبان إلى حد ما حركة الحريات والديمقراطية التي تعرف اختصارا باسم حركة (حق) ويتزعمها الناشط السياسي المعروف حسن مشيمع وتأسست في نوفمبر/تشرين الثاني 2005 م، وتطالب بإحداث إصلاح سياسي حقيقي والسعي وراء إقامة دولة القانون ومؤسسات المجتمع المدني، وإصدار دستور جديد يقوم بصياغته الشعب عبر الانتخابات الشعبية بعد إصلاح قانون الانتخابات وتوزيع عادل للدوائر على أساس الكثافة السكانية، والتداول السلمي للسلطة دون تفرد لمجلس الوزراء، وعرض التشكيل الوزاري على مجلس البرلمان للمصادقة عليه، بالإضافة إلى إصلاح القضاء وإعادة صياغة القوانين، ومحاربة الطائفية وكافة أشكال التمييز.
وقال قيادي بجمعية الوفاق المعارضة أن اجتماعات بدأت اليوم بين قوى المعارضة وقوى الموالاة، لكنها لم تخرج بنتائج جديدة، مشيرا إلى أنها ستستمر وفق أجندة اتفق عليها الطرفان لتسريع تنفيذ المطالب التي رفعتها مؤسسات المجتمع المدني بما فيها الجمعيات السياسية المعارضة.
من جهة أخرى علقت جمعية المعلمين البحرينية الاعتصام الذي دعت إليه يوم الأحد الماضي، والذي تحول إلى إضراب المعلمين والطلاب في غالبية مدارس البحرين، الأمر الذي دفع بوزارة التربية للجوء إلى المتطوعين والمتقاعدين للقيام بعملية التدريس وسد النقص في الوظائف الإدارية.

#### 25 فبراير (حداد رسمي)

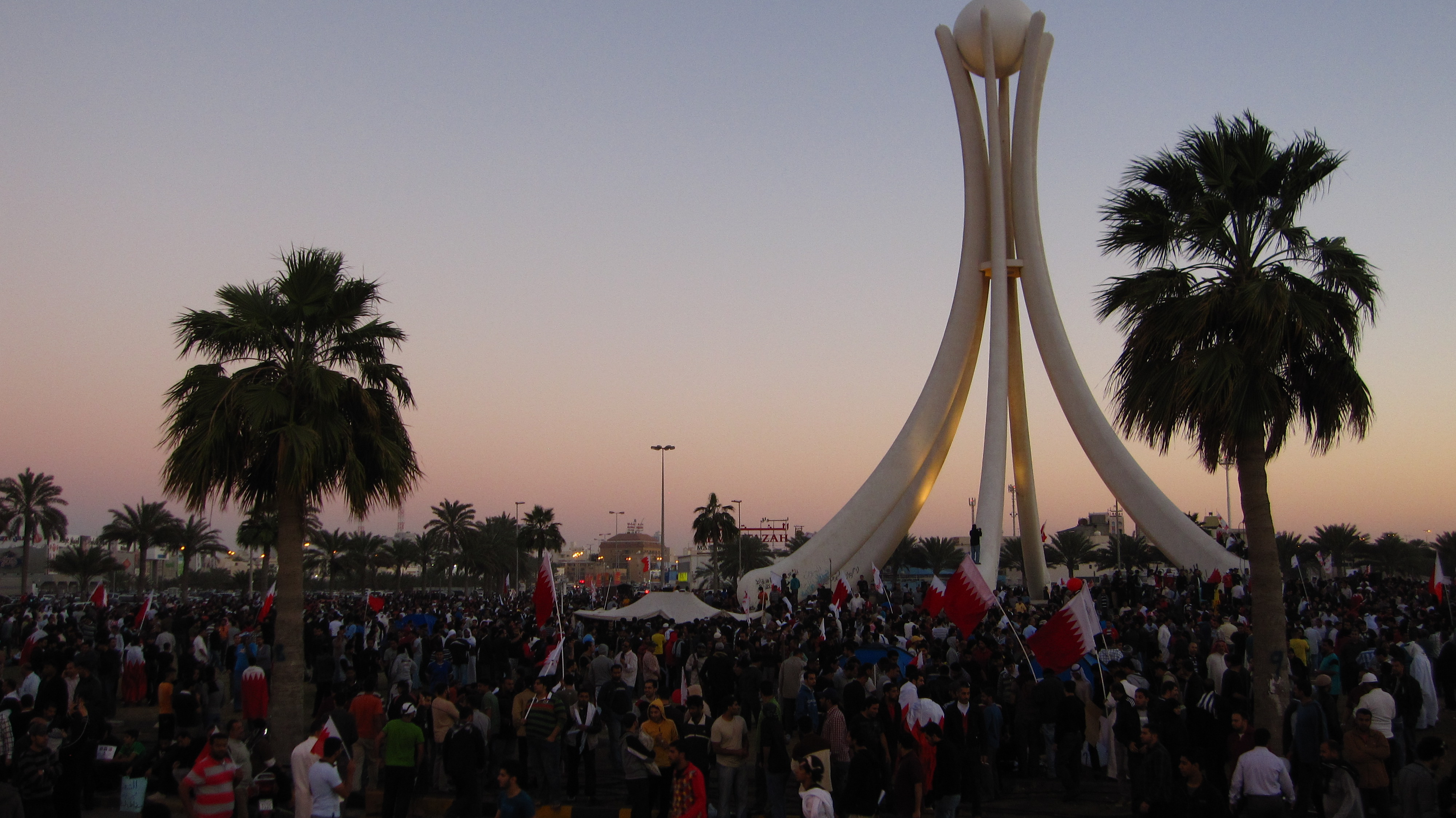

- يوم حداد: أعلن في البحرين اليوم يوم حداد على أرواح من سقطوا خلال الاحتجاجات التي تشهدها المملكة منذ 14 فبراير/شباط 2011 م. وبدأ الحداد الرسمي الذي أعلن عنه الديوان الملكي البحريني منذ منتصف الليلة الماضية، عندما توقفت جميع برامج تلفزيون وإذاعة البحرين عن بث برامجهما الاعتيادية وبدآ يبثان تلاوة القرآن الكريم.[35]
- إقالة 4 وزراء: انظر (القرارات).
- إلى جانب إعلان الحداد، نظمت قوى المعارضة اليوم مسيرتين شارك فيها عشرات الآلاف. وانطلقت المسيرتان من غرب وجنوب العاصمة المنامة باتجاه دوار اللؤلؤة وسط المنامة، الذي يعتصم فيه آلاف المتظاهرين منذ مساء الجمعة الماضي وأصبح رمزا للاعتصام في البلاد. وقال قيادي بجمعية الوفاق المعارضة أن هذه التحركات الشعبية جزء من الضغط الذي ستعمل عليه المعارضة في المرحلة القادمة على نظام الحكم كي يستجيب بسرعة لمطالب الشعب التي تتعلق بتهيئة أجواء الحوار من خلال استقالة الحكومة وتنحي رئيس الوزراء.[36]
- أما ميدانيا فبدا الشارع البحريني أكثر هدوءا مما مضى، فالمعتصمون في دوار اللؤلؤة يمارسون حريتهم المطلقة في الممارسات أو التعبير عن الرأي دون أي قيد سواء من خلال الشعارات التي تردد أو اللافتات المعلقة، خاصة على الجسر المحاذي للدوار، وهي الحالة نفسها لدى المعتصمين في ساحة مستشفى السلمانية وسط غياب قوات الأمن.

#### 26 فبراير
عاد المعارض الشيعي حسن مشيمع إلى البحرين قادما من منفاه في لندن عبر العاصمة اللبنانية بيروت، في وقت تظاهر فيه آلاف المحتجين الشيعة في العاصمة المنامة للمطالبة باستقالة الحكومة. تزامن ذلك مع إجراء ملك البحرين حمد بن عيسى آل خليفة تعديلا وزاريا شمل خمسة مناصب حكومية.
- عودة مشيمع: وصل اليوم رئيس حركة حق المعارضة حسن مشيمع، (بعد ما شمله عفو ملكي في قضية ما كان يعرف بالمخطط الإرهابي) إلى المنامة بعيد الساعة 12 بتوقيت غرينتش، وقد عززت قوات الأمن البحرينية من وجودها في الشوارع المؤدية إلى المطار ولم تسمح إلا للمسافرين بدخوله، كما انتشر عدد من أفرادها باللباس المدني داخل قاعة الاستقبال. وقال محمد التاجر محامي مشيمع أن مشيمع أوقف في لبنان في طريق عودته من لندن بناء على مذكرة اعتقال صادرة من الشرطة الدولية (إنتربول). وأن القضاء اللبناني خير سلطات الأمن في البحرين يوم أمس بين إرسال مشيمع مرة أخرى إلى بريطانيا وهي الجهة التي جاء منها إلى بيروت، أو إرسال وفد أمني لاستلامه من بيروت. وأشار التاجر إلى أن الإنتربول البحريني أرسل أمس مذكرة لنظيره اللبناني تفيد بصدور عفو عن مشيمع، وهو ما دفعه للعودة على أول رحلة قادمة إلى البحرين اليوم دون ترتيب مسبق لتنظيم استقبال نخبوي وفق ما كان مخططا له سلفا.[38] وكان مشيمع، وهو زعيم حركة «حق» المعارضة، يحاكم غيابيا بتهمة التآمر لقلب نظام الحكم في مملكة البحرين. وقال مشيمع للصحفيين لدى وصوله إلى منزله في المنامة، إن الوقت قد حان لحدوث وحدة حقيقية في المملكة، مشددا على أن أولوية أحزاب المعارضة الآن هي الاعتصام مع المحتجين في ميدان اللؤلؤة وتحديد مطالبها بوضوح. وأضاف أن الحكومة قدمت وعودا من قبل لكنها لم تفعل شيئا لشعب البحرين، لذا فالمعارضة تريد أمورا تحدث على أرض الواقع لا مجرد حديث.[37]
- المعارضة: أكد نواب من المعارضة الشيعية أنهم ما زالوا ينتظرون تفاصيل الحوار المقترح مع الحكومة قبل الموافقة على الجلوس على طاولة المفاوضات. في موازاة ذلك سعت المعارضة إلى إبقاء الضغوط على السلطة في الشارع إذ تظاهر الآلاف أمام المجمع الذي تقع فيه وزارة الخارجية في المنامة وهم يرددون هتافات «الشعب يريد إسقاط النظام»، و«لا حوار حتى إسقاط النظام»، بحسب ما ذكر مراسل وكالة الصحافة الفرنسية المتواجد في المكان. وقد اعتبرت المعارضة أن التعديل وخروج «وزراء التأزيم» يمثل محاولة لإرضائهم وامتصاص غضب الشارع لا ترقى إلى مستوى طموحهم، وقالوا إن المؤشر على وجود نية في إنهاء الأزمة يجب أن يكون إقالة الحكومة.[39]
- ميدانياً: وخرجت اليوم أيضا مسيرة للمثقفين والكتاب والفنانين والصحافيين من دوار الدانة غرب المنامة واتجهت نحو ميدان اللؤلؤة. كما دعت حركة 14 فبراير على موقع فيسبوك إلى إضراب عام عن العمل والمدارس والجامعات يوم غد الأحد وتسيير مسيرة سلمية صباحا من دوار اللؤلؤة حتى المنطقة الدبلوماسية. واعتبرت الحركة هذه المسيرة ردا على عدم استقالة الحكومة الحالية ومن أجل إطلاق سراح بقية المعتقلين.[37]
- تحركات حكومية: أمر ملك البحرين حمد بن عيسى آل خليفة بإسقاط 25% من القروض الإسكانية على المواطنين، في حين شدد على مواصلة مسيرة الإصلاح. وذكرت وكالة الأنباء البحرينية الرسمية أن قرار الملك جاء خلال تأدية خمسة وزراء جدد اليمين الدستورية أمامه. وشدد الملك خلال استقباله الوزراء الجدد على مواصلة مسيرة الإصلاح بعزيمة لا تعرف الكلل وبروح معنوية عالية وبتعاون شعب البحرين بمختلف مكوناته وأطيافه لما فيه مصلحة الوطن وخير المواطنين جميعا. وشدد على أهمية التعاون والتنسيق بين السلطات الثلاث التنفيذية والتشريعية والقضائية بما يكفل المزيد من التقدم والتطور والتنمية للمملكة.[37]

#### 27 فبراير
- استقالة كتلة الوفاق: أعلن نواب كتلة الوفاق البحرينية استقالتهم اليوم من مجلس النواب بسبب ما قالوا أنه مواجهة الحكومة للمطالب السياسية العادلة بلغة المجازر والإرهاب. وأكدت الكتلة التي تمثل أكبر تيار شيعي بالبحرين في بيان أن نوابها الـ 18 تقدموا رسميا باستقالاتهم بعد أن علقوا عضويتهم في البرلمان في 15/2/2011 م احتجاجا على مقتل متظاهرين في مواجهات مع الشرطة.[40]
- ميدانياً: في موازاة ذلك سعت المعارضة إلى إبقاء الضغوط على السلطة في الشارع إذ تظاهر الآلاف أمام المجمع الذي تقع فيه وزارة الخارجية في المنامة، وهم يرددون هتافات «الشعب يريد إسقاط النظام»، و«لا حوار حتى إسقاط النظام»، بحسب ما ذكر مراسل وكالة الصحافة الفرنسية الموجود في المكان. ودعت حركة 14 فبراير على موقع الفيسبوك إلى إضراب عام عن العمل والمدارس والجامعات اليوم وتسيير مسيرة سلمية صباحا من دوار اللؤلؤة حتى المنطقة الدبلوماسية. ويعتصم بحرينيون في دوار اللؤلؤة في المنامة، وهو مركز الحركة الاحتجاجية المتواصلة منذ 14 فبراير/شباط الجاري التي قتل فيها سبعة أشخاص، مطالبين بإجراء إصلاحات سياسية في البلاد، وبعضهم يطالب بإسقاط النظام.[40]

#### 28 فبراير
شكل مئات الأشخاص اليوم سياجا بشريا حول كل من برلمان البحرين والتلفزيون الرسمي، احتجاجا على تعاطي هاتين الهيئتين مع مظاهرات بدأت الشهر الماضي وسقط فيها سبعة قتلى، وتراوحت مطالبها بين الإصلاح وإسقاط النظام، في وقت تمسكت فيه جمعية الوفاق الوطني الإسلامية باستقالتها. أما واشنطن فقد دعت لحوار جامع ينهي أزمة البلد الذي تشكو أغلبيته الشيعية من التهميش.
- سياج بشري حول البرلمان: شكل مئات المتظاهرين في البحرين سياجا بشريا أغلقوا به بوابات مبنى البرلمان الثلاث، لمنع دخول أعضاء مجلس الشورى لعقد جلسة اعتيادية صباح اليوم. وردد المتظاهرون شعارات تطالب بإسقاط الحكومة وتشدد على تلاحم الشعب البحريني بين سنة وشيعة، وهي نفس الشعارات التي تضمنتها لافتات حملوها كتب على بعضها «نطالب بإسقاط مجلسي الشورى والنواب». وقال مسؤول بالبرلمان من داخل المبنى أن ثمانية أعضاء فقط بينهم رئيس مجلس الشورى علي صالح الصالح تمكنوا من الدخول منذ الصباح قبل وصول المحتجين للبرلمان لكن باقي الأعضاء لم يتمكنوا. علماً أن مجلس الشورى البحريني يعد الغرفة الثانية المعينة من المجلس الوطني (البرلمان) ويتكون من أربعين عضوا يتم تعيينهم بأمر ملكي، وحتى يتحقق النصاب اللازم لانعقاد الجلسات، يشترط حضور 21 عضوا. وعند انتهاء اعتصام المحتجين الساعة الحادية عشرة من صباح اليوم، دخل أعضاء آخرون وهو ما مكنهم من عقد الجلسة التي شهدت مطالبة من العضوة لولوة العوضي بتشكيل لجنة شورية لمساعدة السلطة التنفيذية للنظر في مطالب المحتجين. وقال أحمد معتوق -أحد المشاركين في المسيرة- إن المتظاهرين يعتزمون غدا إغلاق بوابات نفس المبنى الذي ستنعقد فيه جلسة مجلس النواب المنتخب الاعتيادية. وذكر معتوق أن مجلس النواب «أصبح غير شرعي بانسحاب 18 نائبا يمثلون 65% من الشعب البحريني»، في إشارة إلى استقالة جمعية الوفاق الوطني الإسلامية على خلفية الأحداث الأخيرة. وأشار إلى أن استمرار انعقاد جلسات النواب يعد استفزازا لشريحة واسعة من الشعب ولحركة الاحتجاجات.[41] وبعد البرلمان انتقل المتظاهرون إلى مقر التلفزيون الذي يتهمونه بتأجيج خلافات الشيعة والسنة. وباتت المظاهرات شبه يومية في البحرين خاصة في المنامة، حيث تحول دوار اللؤلؤة إلى نقطة انطلاق أو وصول لها، في وقت خففت فيه السلطات حضورها الأمني واكتفت بالمتابعة من بعيد.[42]
- أسلوب جديد للاحتجاجات (مسيرة الحافلات): خرج عشرات من سائقي الحافلات من البحرينيين في مسيرة جابت شوارع العاصمة المنامة تضامنا مع مطالب المحتجين في دوار اللؤلؤة، حيث انطلقوا حاملين أعلام البحرين. وتسببت المسيرة التي دامت قرابة ساعة ونصف الساعة في إرباك حركة المرور في الشوارع الرئيسية بالمنامة في حين غابت قوات الأمن البحرينية من مناطق المظاهرات والاحتجاجات لكن مروحية تابعة للأمن العام البحريني بقيت محلقة في سماء العاصمة. كما اعتصم عشرات المحتجين أمام بوابات وزارتي التربية والتعليم ومبنى هيئة الإذاعة والتلفزيون بمدينة عيسى لمنع الدخول والخروج منها مطالبين بإطلاق سراح المعتقلين السياسيين. يشار إلى أن يوم أمس شهد مسيرة ضمت عشرات الشاحنات الثقيلة جابت شوارع العاصمة لمدة ساعة.[41]
- جمعية الوفاق: رفضت جمعية الوفاق الوطني الإسلامية المعارضة في البحرين اليوم دعوة رئيس مجلس النواب خليفة الظهراني لحضور اجتماع هيئة المكتب لمناقشة استقالاتهم التي قدموها رسميا يوم أمس. وأربكت استقالة الوفاق -التي تتمتع بـ18 مقعدا من أصل أربعين من مقاعد البرلمان- الوضع السياسي في البحرين وخصوصا مجلس النواب الذي يحاول مواصلة جلسات لجانه الخمس بالرغم من غياب النصاب القانوني في ثلاث لجان تشكل الوفاق غالبية فيها.[43]

هذا وقد عرض ملك البحرين في وقت سابق حوارا مع المعارضة التي رهنت قبول الدعوة باستقالة الحكومة المعينة بالكامل من الملك حمد بن عيسى آل خليفة، وينتمي كثير من وزرائها إلى العائلة المالكة.

### مارس 2011

#### 1 مارس
- مظاهرة في المنامة: نظم آلاف البحرينيين في المنامة مظاهرة جديدة مناوئة للسلطة، شددوا فيها على الوحدة بين السنة والشيعة، في وقت نفت فيه السعودية أن تكون أرسلت دبابات إلى البحرين لكبح المظاهرات هناك. وسار المتظاهرون من منطقة السلمانية إلى دوار اللؤلؤة، مركز الحركة الاحتجاجية المتواصلة منذ 14 فبراير/ شباط، وهم يهتفون «أخوة أخوة، سنة وشيعة». وسار المحتجون في صفين منفصلين، الأول للرجال والثاني للنساء اللواتي طغى اللون الأسود على ملابسهن. وسارت مجموعة من المقعدين في مقدمة المظاهرة التي مرت بالشارع الذي شهد مقتل متظاهرين برصاص الشرطة قبل حوالي أسبوعين.[44]
- خسائر لقطاعي المال والسياحة بالبحرين: تسببت الاحتجاجات الشعبية التي اندلعت في البحرين بأضرار لحقت بالقطاعين المالي والسياحي، ويرى محللون أن الأمر سيستغرق حتى النصف الثاني من عام 2011 م على الأقل لتتمكن المملكة من استرداد سمعتها بوصفها مركزا لأنشطة الأعمال. ويشكل القطاع المالي في البحرين نحو ربع الناتج المحلي الإجمالي في البلاد، وهو قطاع هام في إستراتيجية الحكومة لتوفير وظائف لشباب البلاد والتنوع بعيدا عن قطاع النفط. وقدر جارمو كوتيلين كبير الخبراء الاقتصاديين لدى شركة الأهلي كابيتال -الذراع الاستثمارية للبنك الأهلي التجاري السعودي- الخسائر الفورية للناتج المحلي الإجمالي البحريني بنحو مائتي مليون دولار نظرا لانخفاض الإنتاج خلال أيام الاحتجاجات. وقال «سيستغرق الأمر حتى النصف الثاني من العام على الأقل حتى يعيد المستثمرون تقييم الاستثمارات. إننا نتطلع لعام صعب». وكانت صناعة الفندقة في البحرين -التي تعتمد على مؤتمرات أنشطة أعمال في مواعيد منتظمة لتحقيق الإشغال الكامل للغرف الفندقية- هي الأشد تضررا. وتم تأجيل سباق سيارات فورمولا واحد في البحرين، الذي كان مقررا يوم 13 مارس/آذار 2011 م ويستقطب 40 ألف شخص سنويا. وتقلص أيضا تدفق الزوار من السعودية في نهاية الأسبوع الذين ينفقون أموالهم في مراكز التسوق ومتاجر المجوهرات في المنامة، كما انخفض الإقبال على مراكز التسوق بشكل ملحوظ.[45]
- هذا وقد خلف وزير الصحة الشيعي الجديد نزار البحارنة الوزير السابق فيصل الحمر في منصبه اليوم، بعد اتهام الأخير بإصدار أوامر لسيارات الإسعاف بالإحجام عن مساعدة المتظاهرين المصابين.[44]

#### 2 مارس
قالت صحيفة قبس الكويتية اليوم أن مجلس التعاون الخليجي وضع خطة لدعم البحرين وسلطنة عمان اقتصاديا واجتماعيا، بهدف مساعدتهما على استعادة الاستقرار عقب تفجر احتجاجات تطالب بإصلاحات شاملة. ونقلت يومية القبس عن مصادر وصفتها بأنها رفيعة المستوى أن الخطة عبارة عن «مارشال خليجي» -في إشارة إلى خطة مارشال التي نفذت عقب الحرب العالمية لإعادة إعمار أوروبا- وأنها ترمي إلى إصلاح الأوضاع الاقتصادية والاجتماعية في البحرين وسلطنة عمان اللتين تعدان الأضعف اقتصاديا بين دول المجلس الست (السعودية وقطر والكويت والإمارات والبحرين وعُمان). ووفقا للصحيفة فإن الخطة تشمل توفير فرص عمل للشباب البحرينيين والعمانيين، ليس فقط في البحرين وعُمان وإنما أيضا في دول المجلس الأربع الأخرى، وتحسين مستوى الخدمات، إضافة إلى توفير مساكن لمن لا يمتلكونها. وذكرت المصادر ذاتها أن أولوية التوظيف في إدارات دول المجلس ستكون للعمانيين والبحرينيين، وأن أولئك سيحصلون على امتيازات أخرى. وتشير تقديرات إلى أن لدى دول مجلس التعاون فائض أصول بنحو 1.35 تريليون دولار جمعت خلال السنوات القليلة الماضية من عائدات تصدير النفط.
--الأحداث الميدانية:
- في تجمع حاشد بجامع الفاتح شرقي المنامة مساء اليوم أكد تجمع الوحدة الوطنية -الذي يضم أطياف الشارع السني- بالبحرين رفضه إقالة الحكومة الحالية شرطا لبدء الحوار الوطني الذي سيرعاه ولي العهد البحريني، وهو ما كانت القوى الشيعية قد طالبت به. وقال رئيس تجمع الوحدة الوطنية عبد اللطيف المحمود أن الرضوخ لهذه المطالب قد يؤدي إلى ما وصفه بالخراب والتدمير ومزيد من الاحتقان الطائفي. وأضاف المحمود أن التجمع مستعد للدخول في الحوار الوطني فورا من دون أي شروط مسبقة، لكنه شدد على تمسك التجمع بشرعية نظام الحكم القائم وعائلة آل خليفة بقيادة ملك البحرين حمد بن عيسى آل خليفة. ولفت رئيس تجمع الوحدة الوطنية إلى أنه بعد سحب قوات الجيش والأمن من الشوارع تحاول بعض التيارات أن تؤجج ما وصفها بالفتنة بين طوائف المجتمع.[47]
- الاحتجاجات: خرجت مسيرة حاشدة من منطقة السلمانية غربي العاصمة المنامة باتجاه وزارة الداخلية، وهي المرة الأولى التي تصل إليها المسيرات. وردد المشاركون هتافات طالبوا فيها بإطلاق سراح المعتقلين السياسيين واستقالة وزير الداخلية بسبب ما اعتبروه استخداما مفرطا للقوة بحق المتظاهرين. وجابت المسيرة الشوارع المحاذية لمبنى الداخلية أو ما يعرف بمبنى «القلعة» الذي يضم جهاز الأمن الوطني ومنشآت وزارة الداخلية، بينما احتشدت قوات مكافحة الشغب والقوات الخاصة داخل أسوار الوزارة، لكن المسيرة خرجت عن المنطقة في اتجاه دوار اللؤلؤة دون وقوع مصادمات. من جهة أخرى واصل الآلاف من طلبة وطالبات المدارس الثانوية والإعدادية خروجهم من المدارس في مسيرات متفرقة، في خطوة أثارت الجدل لدى الكثير من المراقبين والتيارات السياسية.[47]

#### 3 مارس
- وافقت جمعيات المعارضة البحرينية على إجراء الحوار الوطني الذي دعا إليه ولي العهد الشيخ سلمان بن حمد آل خليفة، شريطة اتخاذ إجراءات لإنجاحه. وتتركز هذه الإجراءات في:[48]

1. التعهد بالحفاظ على حق المعتصمين بالتواجد بدوار اللؤلؤة والحفاظ على حياتهم طوال فترة الحوار والتفاوض.
2. الإطلاق الفوري لجميع المعتقلين السياسيين، وشطب قضاياهم في المحاكم.
3. التعهد بتحييد الإعلام الرسمي، لتخفيف الاحتقان الطائفي
4. إقالة الحكومة.
5. الشروع بالتحقيق المحايد في أعمال القتل التي وقعت منذ الرابع عشر من شهر شباط/فبراير الماضي وإحالة المسؤولين للمحاكمة.

وقال القيادي في جمعية الوفاق عبد الجليل خليل «سنتحدث لولي العهد، لكننا لن نجلس معا من أجل حديث عادي، وإنما لحوار هادف». وكانت المعارضة قد اشترطت إعلان السلطات البحرينية -وقبل الشروع في مناقشة التفاصيل- إلغاء دستور 2002 م.
- مواجهات بمدينة حمد: جرح شخصان على الأقل أثناء مواجهات بين بحرينيين شيعة وآخرين سنة من أصول عربية، وذلك في مدينة حمد جنوبي العاصمة البحرينية المنامة وقد شارك حوالي مائة شخص في الاشتباكات، كما حلقت مروحيات تابعة للشرطة فوق المنطقة.[48]
- خفضت وكالة فيتش للتصنيف الائتماني اليوم تصنيف الديون السيادية للبحرين بالعملة الأجنبية درجة واحدة، وعزت ذلك إلى مخاطر تواصل الاحتجاجات وتأثيرها على النمو الاقتصادي والوضع المالي للبلاد. وقالت الوكالة في تقريرها أن توقعاتها لتصنيف البحرين سلبية، وأن «تدهورا كبيراً في الوضع الأمني والتأخيرات الطويلة في إصلاح العملية السياسية» سيدفع إلى مزيد من خفض التصنيف.[49]

#### 4 مارس

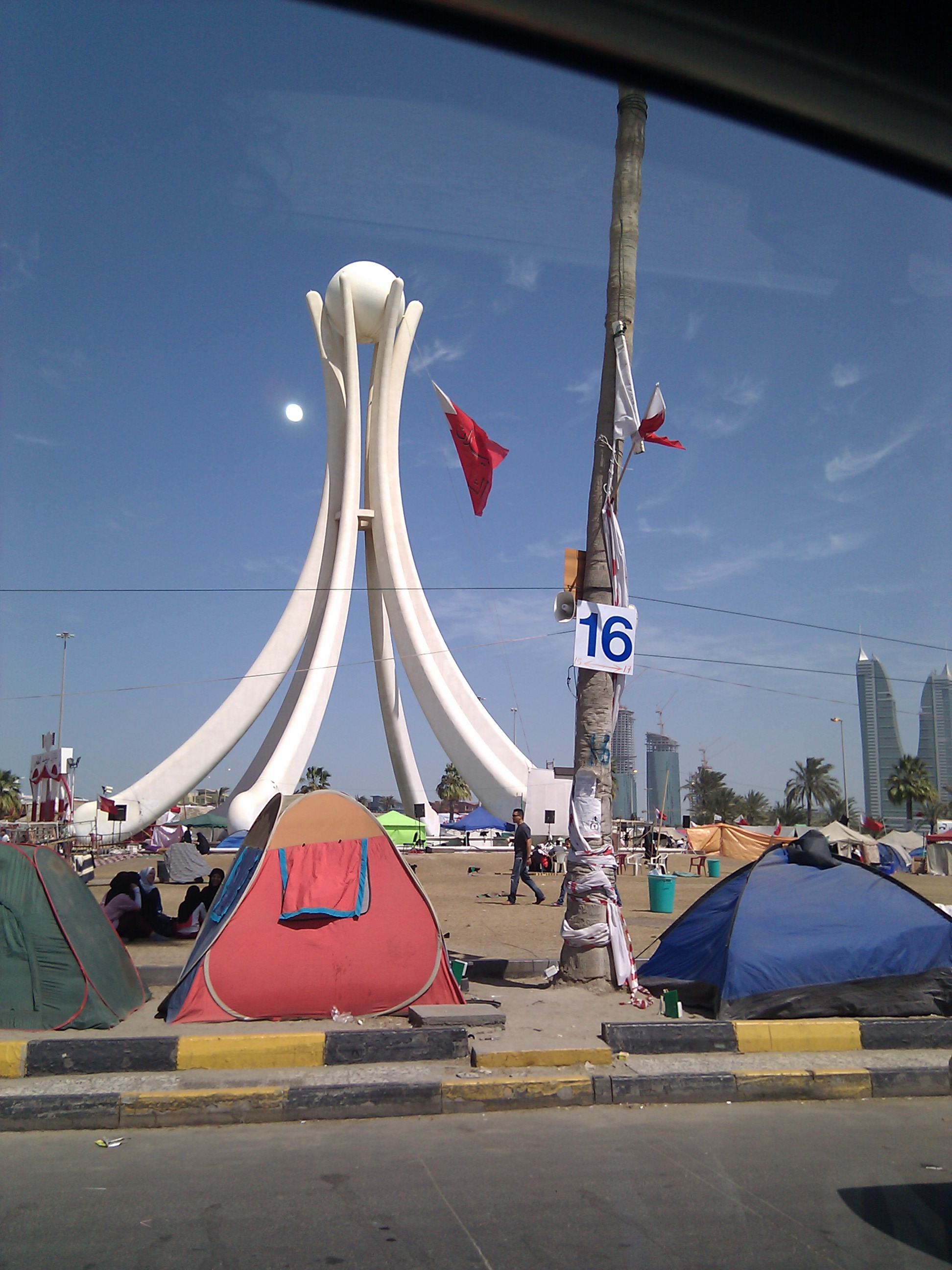
دوار اللؤلؤة يوم الجمعة 4 مارس

--لندن: تظاهر العشرات من أبناء الجالية البحرينية أمام سفارة بلادهم في لندن دعما للمظاهرات في البلاد.
طالب آلاف البحرينيين في مسيرة حاشدة اليوم دعت إليها الجمعيات السياسية المعارضة بإسقاط الحكومة وتنحية رئيسها خليفة بن سلمان آل خليفة الذي يتولى هذا المنصب منذ أربعين عاما. وشارك في المسيرة حركة حق -بزعامة حسن مشيمع- وتيار الوفاء الإسلامي بزعامة عبد الوهاب حسين الذين خرج بعض أعضائهما من السجن الأسبوع الماضي في إطار ما وصف بتهيئة أرضية للحوار الوطني. وبدأت المسيرة عند مقر الحكومة البحرينية وسط العاصمة المنامة وسارت في أحد أهم الشوارع الرئيسة باتجاه دوار اللؤلؤة -مركز المعتصمين- مرورا بمرفأ البحرين المالي بعد أن أغلقت الشوارع الواقعة في المنطقة. وردد المشاركون هتافات تطالب بإصلاحات سياسية ودستورية، على رأسها إقالة الحكومة ومحاسبة من وصفوهم بالمفسدين فيها، كما شددوا على ضرورة الحفاظ على الوحدة الوطنية بين السنة والشيعة وعدم الانجرار وراء أي فتنة طائفية بين المواطنين. ووصف بيان صادر للمسيرة -وقعت عليه الجمعيات التسع صاحبة الدعوة للتظاهر- الحكومة بالمستبدة والفاسدة وغير الجديرة بثقة الشعب، لأنها لم تكن أمينة على مصالحه في أي من الأوقات.

#### 5 مارس
شكّل آلاف المحتجين من أنصار المعارضة سلسلة بشرية مناهضة للطائفية امتدت على مسافة نحو سبعة كيلومترات من ساحة جامع الفاتح بالجفير -مقر تجمع الوحدة الوطنية الذي يجمع أطياف الطائفية السنية– حتى دوار اللؤلؤة بوسط العاصمة المنامة مقر اعتصام أنصار المعارضة، للتأكيد على الوحدة الوطنية.
كما أعلن وزير الداخلية البحريني راشد بن عبد الله آل خليفة في مؤتمر صحفي عن خطة لتوظيف 20 ألف شخص لتغطية احتياجات مختلف أجهزة وزارة الداخلية، في محاولة لامتصاص غضب المحتجين الشيعة الذين يتهمون الحكومة بعدم توظيفهم في السلك الأمني والعسكري.

#### 6 مارس
- للمرة الأولى في البحرين اعتصم الآلاف أمام مقر الحكومة البحرينية، للمطالبة بإسقاط الحكومة وتنحية رئيسها خليفة بن سلمان آل خليفة الذي يتولى هذا المنصب منذ نحو أربعين عاما.[52]

وردد المعتصمون -الذين أحاطوا ببوابات مقر الحكومة- شعارات باللغتين العربية والإنكليزية تحمل الحكومة ما وصفوه بالفساد، وتتهمها بتوظيف أجانب في سلك الشرطة وقوات الأمن، في حين احتشدت قوات الأمن البحرينية خلف هذه الأبواب. وطالب المشاركون في الاعتصام -الذي استمر أربع ساعات- بالإفراج عن جميع المعتقلين السياسيين، وإخراج من سموهم «المجنسين» من البلاد. كما طالبوا بمحاكمة المفسدين، ومن تسببوا في قتل سبعة من المحتجين وتعذيب المعتقلين السياسيين.
- ومن جهة أخرى خرج عشرات الجامعيين اليوم في مسيرة أمام دوار اللؤلؤة بالمنامة للمطالبة بإصلاحات سياسية وتوظيف الخريجين الجامعيين، إلى جانب القضاء على ما أسموه التمييز والفساد الإداري في وزارة التربية والتعليم في البحرين.
- وفي هذه الأثناء يواصل آلاف المحتجين في دوار اللؤلؤة بوسط العاصمة المنامة اعتصامهم للأسبوع الثالث على التوالي.
- كما انطلقت مسيرة لهواة الخيول بالقرب من مجمع الدانة وانتهت عند دوار اللؤلؤة، دعماً وتضامناً مع شباب الدوار. وشارك في المسيرة نحو 50 هاوياً، وحمل بعضهم أعلام البحرين وشارات تطالب بالتغيير، فيما ردد الهواة هتافات تضأمنية لحظة وصولهم إلى دوار اللؤلؤة.[53]
- فيما حذر ولي عهد البحرين الشيخ سلمان بن حمد بن عيسى آل خليفة في مقابلة تلفزيونية جميع الأطراف من تصعيد المواجهة، داعيا إلى التحلي بالصبر قبل إجراء حوار وطني في المملكة.[54]
- وأكد رئيس مجلس الوزراء خليفة بن سلمان آل خليفة دعم الحكومة لحرية التعبير ومظاهره السلمية التي كفلها الدستور.[55][56]

#### 7 مارس
- مظاهرة أمام سفارة أميركا بالبحرين: تظاهر مئات البحرينيين أمام السفارة الأميركية في المنامة تنديدا بما اعتبروه تقاعسا أميركيا عن دعم المطالبات الحالية بالتغيير، قياسا على مواقف سابقة للولايات المتحدة في «دعم ثورتي تونس ومصر».[57]

#### 8 مارس
- ائتلاف يدعو لإسقاط الملكية بالبحرين: أعلن ائتلاف سياسي جديد اسمه «التحالف من أجل الجمهورية» ويضم ثلاث جماعات شيعية بحرينية معارضة سعيه لإلغاء النظام الملكي في البحرين وتحويل البلاد إلى جمهورية. ويضم الائتلاف الجديد: تيار الوفاء الإسلامي وحركة حق وحركة أحرار البحرين. وقالت الجماعات الثلاث في بيان مشترك أن هذا الائتلاف «يتبنى خيار إسقاط النظام القائم في البحرين وإقامة نظام جمهوري ديمقراطي»، ودعت إلى التغيير السلمي من خلال العصيان المدني. وكانت الحكومة قد وصفت هذه الجماعات بالمتشددة واتهمتها في أغسطس/آب 2010 م بالتآمر للإطاحة بنظام الحكم. وبحسب هذه الجماعات فإن مطالبها تتفق ومطالب المحتجين في دوار اللؤلؤة، الذي يشهد احتجاجات منذ أسابيع تطالب بإصلاحات سياسية. وقال المتحدث باسم حركة وفاء عبد الوهاب حسين، أثناء مؤتمر صحفي في الدوار، «لقد طلبت جماعات أخرى الانضمام للتحالف»، غير أنه أحجم عن ذكر أسمائها. من جانبه، دعا زعيم حركة حق حسن مشيمع إلى تصعيد الجهود لإسقاط النظام بالسبل السلمية، ومن ضمنها إعلان العصيان المدني.[58]

#### 9 مارس

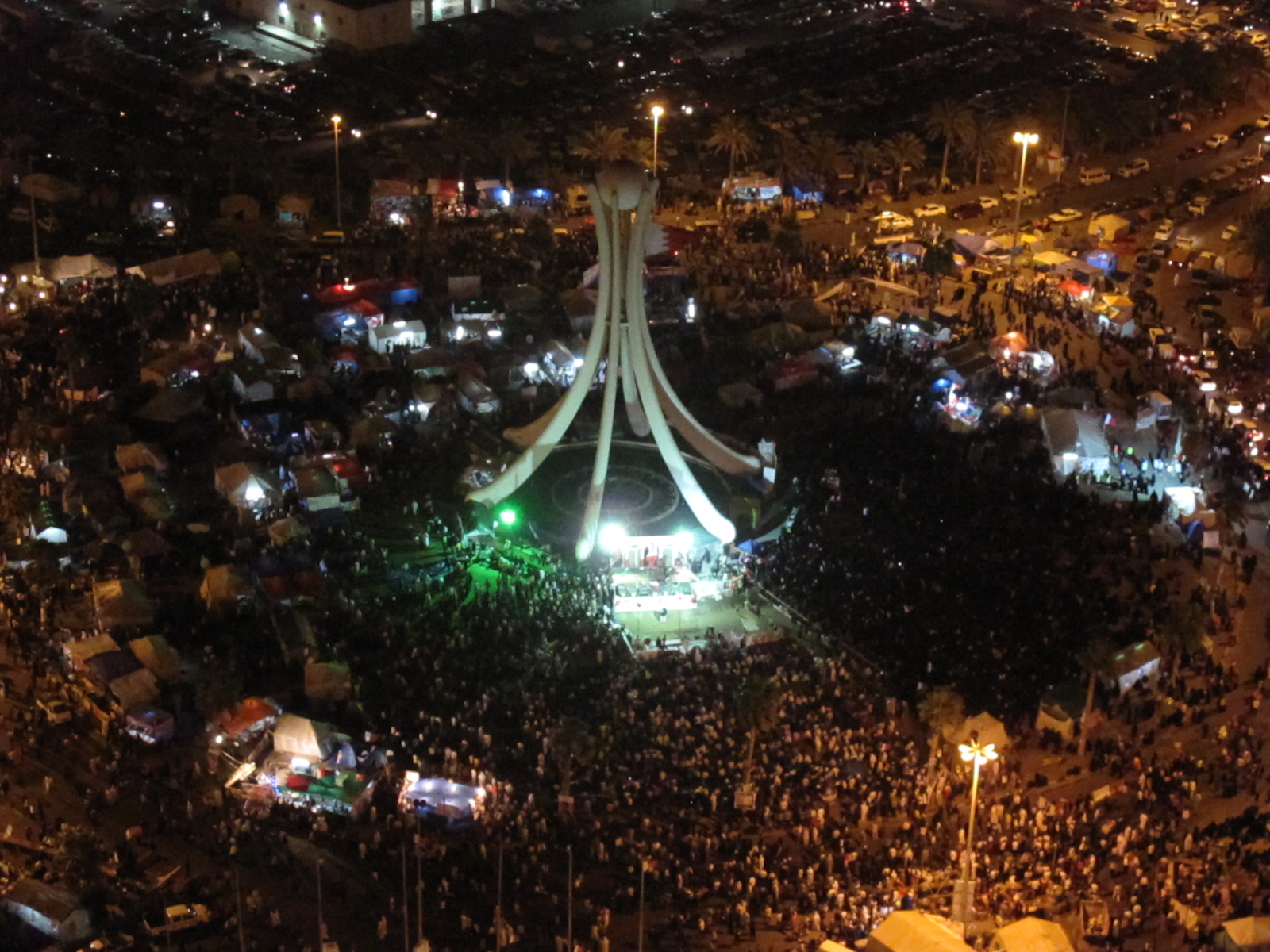
آلاف المعتصمين في دوار اللؤلؤة في 9 مارس

مرت مسيرة الشباب المحتجين من دوار اللؤلؤة، والتي توجهت مساء الأربعاء إلى مبنى الإدارة العامة للجنسية والجوازات والإقامة التابعة لوزارة الداخلية بسلام، وسط غياب الإجراءات الأمنية، واقتصارها على وجود قوات مكافحة الشغب في حرم المبنى وإقامة الحواجز المعدنية، مع وضع الأسلاك الشائكة على جدران المبنى.

#### 10 مارس
- 20 مليار دولار لدعم البحرين وعُمان: قرر وزراء خارجية دول مجلس التعاون الخليجي تقديم 20 مليار دولار على مدى 10 سنوات لدعم البحرين وعُمان اللتين شهدتا مظاهرات خلال الأيام الماضية.[60]
- نشب عراك بين طالبات مدرسة سار الثانوية للبنات، بعد أن خرجت الطالبات في مسيرة احتجاجية. وعلى اثر ذلك، توجهت طالبات ومدرسات إلى مديرة المدرسة للفصل في الموضوع. وقامت المديرة بعزل الطالبات اللاتي اعترضن على المسيرة، واستدعت اولياء أمورهن. وبحسب الطالبات المحتجات، فان أحد أولياء الامور دخل إلى المدرسة وقام بالاعتداء على بعض الطالبات. وقالت إحدى البنات ان أحد الرجال حاول التعرض لها. وتجمع اولياء امور الطالبات من كل مكان، وفيما قام عدد كبير بأخذ بناته إلى المنزل، احتشد جمع كبير حول مكتب مديرة المدرسة محاولين الدخول إليها، فيما سعى أولياء امور وعدد غير قليل من الاهالي إلى حماية مكتب المديرة لكي لا يتم اقتحامه.[61] ولم ينتج من ذلك إي إصابات خطيرة، وقد تواجد الإسعاف هناك في حال الضرورة وانه كانت هناك ثمانية حالات هلع من ضمنهن بعض الخدوش.[62] وقد فتحت المحافظة الشمالية تحقيقاً في الحادثة التي وقعت في مدرسة سار الثانوية للبنين يوم أمس (الخميس)، وبدأت بالتحقيق مع عدد من المعلمات وتسجيل أقوالهن ومشاهداتهن حول ما حدث. أصدرت وزارة التربية والتعليم بيان رسمي يفيد غلق ثانوية سار للبنات اعتباراً من الأحد وإجراء تحقيق حول ما وقع فيها.[63]

#### 11 مارس (جمعة السقوط)
- استخدمت الشرطة البحرينية الغاز المسيل للدموع لتفريق متظاهرين مناوئين لنظام الحكم في البلاد ومنعتهم من التوجه صوب الديوان الملكي. جاء ذلك بعد أن ردد ألوف المتظاهرين هتافات ضد الملك حمد بن عيسى آل خليفة أثناء توجههم نحو الديوان الملكي في العاصمة البحرينية قبل أن تحول الشرطة بينهم وبين مواصلة المسيرة حيث كانت مجموعة من الموالين للنظام في انتظارهم بالهريّ والسيوف وقضبان الحديد وبينما كان المتظاهرون يتراجعون قامت مجموعة من المحتجين، ومعظمهم من الشيعة، برشق شرطة مكافحة الشغب بالحجارة فردت الشرطة بإطلاق الغاز المسيل للدموع ففرقت جموعهم. وحاول بعض المتظاهرين منع رفاقهم من رشق الحجارة، وشكلوا سلسلة بشرية للحيلولة بين حشود المحتجين وبين الشرطة.[64]
- كما خرج عشرات الآلاف من المواطنين في مسيرة حاشدة بدأت بالقرب من مجمع السيف التجاري وانتهت عند دوار اللؤلؤة بالمنامة تلبية لنداء الجمعيات السياسية السبع (الوفاق، وعد، التقدمي، أمل، التجمع القومي، الإخاء، التجمع الوطني)، للمطالبة بإسقاط «دستور 2002».[65]
- في غضون ذلك، بدأ وزير الدفاع الأميركي روبرت غيتس زيارة للمنامة. وأبلغ السكرتير الصحفي لوزارة الدفاع الأميركية (البنتاغون) أن الزيارة تهدف إلى طمأنة القيادة البحرينية بدعم الولايات المتحدة لها، وحثها في الوقت نفسه على فتح حوار مع المجموعات المعارضة. وقال أن الوزير الأميركي «رأى أن من المهم التحاور مع ملك البحرين وولي عهده بشأن الوضع الراهن في البحرين والمنطقة». ويُعد غيتس أول وزير في إدارة الرئيس الأميركي باراك أوباما يزور البحرين منذ اندلاع حركة الاحتجاجات فيها في منتصف فبراير/شباط 2011 م.[64]
- كما قال مسؤول كبير بالبنتاغون مرافق للوزير أن الإدارة الأميركية قلقة بشأن الوضع في البحرين لكنها لا تعتقد أن البلاد على شفا ثورة.[64]
- استنكر أهالي مدينة الرفاع الهجوم على المسيرة السلمية التي كانت متجهة إلى الديوان الملكي، وقال المصدر أن من قام بضرب المتظاهرين ليسوا من أهالي الرفاع بل ربما من القاطنين الجدد عليها وهم ربما نالوا شرف الجنسية مؤخراً وربما من مناطق غير الرفاع، وأن ليس من شيم الرفاعيين التعدي على الوحدة المتمثل على شريحة كبيرة تمثل غالبية السكان، ويقصد بذلك الطائفة الشيعية. وأوضح المصدر بأن الشيعة وسنة بالبحرين متحابين وليس هناك من يفرق بيننا سوى أناس مرضى ولهم نوايا شر وتبحث عن أجندات لها لكسر القاعدة ومطالبها.[66]

#### السبت 12 مارس
- غيتس يدعو لإصلاحات بالبحرين: قال وزير الدفاع الأميركي روبرت غيتس اليوم السبت إن قادة البحرين في حاجة إلى التحرك بسرعة لتبني إصلاحات رئيسية، أو مواجهة خطر تدخل من إيران. وأكد غيتس الذي وصل مساء الجمعة إلى البحرين، أنه يعتقد أن ملك البحرين وولي العهد على استعداد لاتخاذ «خطوات بعيدة المدى» لاستيعاب المحتجين المناهضين للحكومة، لكنه قال إنه حذرهم من أن تغييرات طفيفة، لن تكون كافية لمعالجة الأزمة السياسية. وقال غيتس «رغم أنه لا توجد مؤشرات على أن إيران وراء الاضطرابات في المملكة أو الخليج أو في أماكن أخرى من المنطقة، لكن من المحتمل أن تعمل طهران على التدخل في الشؤون السياسة في البحرين وسط التوترات الطائفية».[67]
- ميدانياً: توجه عشرات الآلاف من المحتجين اليوم نحو القصر الملكي (قصر الصافرية) في العاصمة المنامة واعتصموا حتى مغيب الشمس.[67][68]

#### الأحد 13 مارس
- محاولة تنفيذ عصيان مدني: أصيب العشرات في مواجهات اندلعت صباح اليوم بوسط العاصمة البحرينية المنامة بعدما حاول بعض المعتصمين تنفيذ عصيان مدني قرب مرفأ البحرين المالي وذلك بإغلاق شارع الملك فيصل الرئيسي المحاذي للمرفأ. واستخدمت الشرطة البحرينية الهراوات والغاز المدمع والرصاص المطاطي لتفريق المعتصمين، وأزالت الخيام الموجودة قرب المرفأ بعدما انتشرت في الشارع الممتد من دوار اللؤلؤة وسط العاصمة إلى مرفأ البحرين المالي، ثم امتدت المواجهات قرب الدوار، المركز الرئيسي للمعتصمين. وحاول مئات المتظاهرين الوصول لقوات الأمن البحرينية، الأمر الذي دفعها لاستخدام طلقات الصوت وقنابل الغاز المدمع والرصاص المطاطي إضافة إلى المياه الحارة لإبعاد المتظاهرين ثم انسحبت من المنطقة القريبة من الدوار. ووفق شهود عيان فإن أكثر من عشرين سيارة إسعاف إضافة إلى عشرات السيارات المدنية نقلت المصابين إلى المراكز الصحية القريبة من المنطقة ومستشفى السلمانية الطبي، في الوقت الذي أعلنت فيه وزارة الصحة البحرينية عن فتح خمسة مراكز صحية قريبة لعلاج المصابين. وأفادت مصادر طبية أن المئات أصيبوا خلال المواجهات غالبيتهم جراء استنشاقهم الغازات المدمعة، في حين أصيب البعض برصاص مطاطي. وفي هذه الأثناء تجمع مئات الغاضبين في إحدى ساحات مستشفى السلمانية الطبي في المنامة وبدؤوا ترديد شعارات مناوئة لملك البحرين وتطالب بإسقاط الحكومة وتنحية رئيسها وسط حالة من الهلع لدى أهالي المصابين. وسادت حالة من الإرباك في المنامة بينما أدت المواجهات إلى اختناقات مرورية امتدت عشرات الكيلومترات ووصلت للمحافظات الأخرى نتيجة إغلاق أغلب الطرق الرئيسية في العاصمة، في حين لم يتمكن مئات من موظفي القطاع العام والخاص في البحرين من الوصول إلى أعمالهم.[69]
- الهجوم على جامعة البحرين: أقدم مجهولون صباح اليوم على مهاجمة طلاب جامعة البحرين باستخدام العصي، وأوقعوا عدة إصابات، فيما وصلت سيارات الإسعاف لنقل المصابين. بلغت أضرار التخريب في الجامعة 350 ألف دينار بحريني.[70] وكان الطلاب قد بدؤوا احتجاجاً بعد سماعهم عن أحداث المرفأ المالي.[71] وأعلنت جامعة البحرين أنه وبسبب الأحداث الأخيرة تقرر وقف الدراسة وعدم حضور الطلبة للجامعة في حرميها الجامعيين في الصخير ومدينة عيسى حتى إشعار آخر، بينما يستمر الإداريون والأكاديميون في أداء أعمالهم الاعتيادية.[72]
- فصل 5 أساتذة أكاديميين، والإنذار النهائي لإحدى الأكاديميات وتنبيه كتابي لأكاديمية أخرى، وفصل 7 إداريين وتوقيف 5 من المبتعثين للدكتوراه.[73]

 في حين أن الجامعة قد فصلت عدد من الأكاديميين لتورطهم بأحداث الشغب.
- ولي عهد البحرين يدعو لحوار شامل: جدد ولي عهد البحرين الشيخ سلمان بن حمد آل خليفة دعوته إلى إجراء حوار وطني يشمل المطالب الأساسية للمعارضة، ووعد بإجراء استفتاء على أي اتفاق يتم التوصل إليه في ذلك الحوار. وقال أن الحوار الذي يعرضه سيغطي القضايا الأساسية الخاصة بتشكيل حكومة تمثيلية، وسيتناول أيضا الفساد والتجنيس والطائفية وإصلاح الدوائر الانتخابية. وأضاف البيان أن هناك عملا نشطا يتم لإقامة اتصالات تهدف للتعرف على آراء مختلف الأطراف. وردت جمعية الوفاق الوطني الإسلامية البحرينية المعارضة بتحفظ على الدعوة إلى الحوار.[76]
- اتحاد عمال البحرين يعلن إضرابا عاما: أعلن الاتحاد العام لنقابات عمال البحرين إضرابا عاما اعتبارا من اليوم. واستشهد الاتحاد في بيان بالتداعيات الأمنية والاجتماعية وأثرها على السلم الأهلي بعد تفريق قوات الأمن البحرينية للمعتصمين قرب المرفأ المالي ودوار اللؤلؤة واستخدامها القوة في وسط العاصمة البحرينية. واعتبر الاتحاد أن ذلك يعد تجاوزا وانتهاكا لحقوق الإنسان والاتفاقيات الدولية التي صادقت عليها مملكة البحرين.[77]

#### 14 مارس
- قوات مجلس التعاون الخليجي: دخلت الأزمة السياسية في البحرين منعطفا جديدا مع وصول قوات درع الجزيرة إلى أراضي المملكة بطلب من حكومتها، ورفضت المعارضة الخطوة واعتبرتها احتلالا وتآمرا على شعبها.
حيث وصل 1000 جندي سعودي و500 شرطي إماراتي ضمن 150 ناقلة جند مدرعة و50 مركبة عسكرية إلى البحرين عبر الجسر الذي يربطها بالسعودية، وتوجهت باتجاه منطقة الرفاع حيث تعيش الأسرة المالكة. وضمت القافلة عربات إسعاف وصهاريج مياه وحافلات وسيارات جيب. وكانت المركبات ذات تسليح خفيف، ولم تكن بينها دبابات وراجمات صواريخ. وأقيمت خيام للإسعاف الأولي في ساحة انتظار السيارات بالمستشفى العسكري الواقع في منطقة الرفاع والذي أغلق أمام الجمهور. علماً أن القوة ستنتشر أيضاً حول المنشآت الإستراتيجية كمحطات الكهرباء والمنشآت النفطية لحمايتها. ويأتي وصول هذه القوة بعد شهر من اندلاع الاحتجاجات التي قتل خلالها ستة أشخاص. وأتى الدعم العسكري الخليجي للبحرين—بعد سقوط جرحى أمس في أعنف مواجهات بين المتظاهرين والشرطة وإغلاق أكبر طريق سريع في البلاد، إضافة إلى إعلان النقابات العمالية إضرابا مفتوحا وإغلاق الجامعة بعد وقوع مناوشات وسط طلابها.
وقال وزير الإعلام البحريني السابق والمستشار الحالي في البلاط الملكي البحريني نبيل الحمر، أن قوات مجلس التعاون الخليجي ستشارك في حفظ الأمن والنظام والحفاظ على المواقع الحيوية والمركزية، كالعاصمة والمراكز المالية والمباني الحكومية.
وبالمقابل وصفت المعارضة البحرينية «دخول أي مجند أو آلية عسكرية» بأنه «احتلال وتآمر على الشعب البحريني الأعزل»، وطالبت في رسالة موجهة إلى الأمين العام للأمم المتحدة بان كي مون المجتمع الدولي بتحمل مسؤولياته. ووقع على الرسالة كل من جمعية الوفاق الوطني الإسلامية، وجمعية العمل الوطني الديمقراطي، وجمعية المنبر التقدمي الديمقراطي، وجمعية التجمع القومي الديمقراطي، وجمعية العمل الإسلامية، وجمعية الإخاء الوطني، وجمعية التجمع الوطني الديمقراطي، والائتلاف الوطني.[78]
في هذا الوقت دعت كتلة المستقلين النيابية الملك إلى إعلان الأحكام العرفية لثلاثة أشهر لاحتواء «الفتنة الطائفية»، بعد أن رفضت من أسمتها جهات معارضة دعوات التهدئة والحوار، وبسبب «لجوء حركات متطرفة إلى التصعيد والتجييش الطائفي».[79]
- هدوء في المنامة: وتسود حاليا حالة من الهدوء شوارع العاصمة المنامة، بعد أن قام محتجون أمس بقطع الطرقات باستخدام الحواجز والرمال والأسلاك الشائكة في محاولة منهم لتنفيذ عصيان مدني.[80]
- أميركا وقطر تدافعان عن القوات الخليجية وإيران تندد: دافعت الإدارة الأميركية عن دخول قوات درع الجزيرة إلى البحرين وأعلن البيت الأبيض أن الولايات المتحدة لا تعتبر دخول القوات إلى البحرين غزوا. من جانبها نددت إيران بما وصفته بـ«التدخل الأجنبي لقمع المظاهرات في البحرين»، مشددة على ضرورة تلبية «مطالب أغلبية الشعب البحريني».[81]
وقال رئيس الوزراء وزير الخارجية القطري الشيخ حمد بن جاسم بن جبر آل ثاني إن إرسال درع الجزيرة يأتي تطبيقا للاتفاقيات الموقعة بين دول مجلس التعاون الخليجي، مثمنا جهود ولي عهد البحرين الشيخ سلمان بن حمد بن عيسى آل خليفة ودعوته لحوار وطني. ووصف الوزير القطري الوضع في البحرين بـ«الدقيق»، وعبر عن أمله في أن يعود الهدوء إلى الشوارع البحرينية، مؤكدا أنه «لا يمكن إجراء الحوار في ظل التوتر».[80]
- ارتفاع تكلفة ديون البحرين: واصلت تكلفة التأمين على الديون السيادية للبحرين الارتفاع مقتربة من أعلى مستوياتها في 20 شهرا رغم تراجع عام في تكاليف التأمين على الديون السيادية لسائر دول منطقة الخليج العربي. وكانت تكلفة التأمين على ديون البحرين بلغت مستويات مرتفعة في أواخر فبراير/شباط، مع مقتل سبعة أشخاص خلال الاحتجاجات. يشار إلى أن البحرين تعد مركزا ماليا ومصرفيا إقليميا مهماً يستضيف صناديق استثمار بنحو عشرة مليارات دولار. وقبيل تفجر الاحتجاجات التي تشهدها البحرين، توقع صندوق النقد الدولي أن يحقق اقتصادها نموا بنسبة 5% هذا العام، مقارنة بنمو مقدر بـ4% في العام الماضي.[82]
- دعوة ولي العهد للحوار: جدد ولي العهد سلمان بن حمد آل خليفة دعوته إلى حوار وطني يشمل المطالب الأساسية للمعارضة، وبينها قضايا تشكيل حكومة تمثيلية والفساد والتجنيس والطائفية وإصلاح الدوائر الانتخابية، ووعد باستفتاء على أي اتفاق في هذه المسائل.[79]

لكن جمعية الوفاق الوطني الإسلامية، وهي أهم جهة معارضة، وإنْ رحب أمينها العام الشيخ علي سلمان بـ«أي دعوة تقربنا من الحل»، قد تحفظت على قبول الدعوة صراحة، وشددت على أن المطلوب انتخاب هيئة تأسيسية تشرف على دستور جديد كما جرى في تونس.
- قالت الجمعيات السياسية (الوفاق، وعد، المنبر التقدمي، الإخاء، التجمع القومي، التجمع الوطني)، في مؤتمر صحافي عقدته ظهر اليوم بمقر جمعية الوفاق بالزنج أنها «كانت ولا زالت مع الحوار»، مؤكدة الحاجة إلى تشكيل مجلس تأسيسي لذلك.[83]

#### 15 مارس
- إعلان حالة الطوارئ: فرضت السلطات البحرينية حالة الطوارئ في البلاد على نحو فوري ولمدة ثلاثة أشهر. وجاء في بيان تلي بالتلفزيون البحريني أن الملك حمد بن عيسى آل خليفة كلف قائد قوات الدفاع باتخاذ كل التدابير اللازمة لحماية سلامة البلاد والمواطنين.[84]
- اتهامات لإيران: اتهمت البحرينُ إيرانَ بالتدخل في شؤونها وتهديد أمن المنطقة، وقررت استدعاء سفيرها في طهران للتشاور. وقال حمد العامر وكيل وزارة الخارجية أن البحرين تدين بشدة هذا التصريح الذي يعد تدخلا في شؤونها الداخلية وترفضه رفضا باتا وقاطعا باعتباره تهديدا لأمن المنطقة وإخلالا بالسلم والأمن الدوليين. وأشار إلى أن المنامة على اتصال مع الأمم المتحدة والدول الدائمة العضوية في مجلس الأمن الدولي، ومجلس التعاون الخليجي، وجامعة الدول العربية، ومنظمة المؤتمر الإسلامي حول هذا التدخل الإيراني السافر. وقال إن دخول قوات درع الجزيرة إلى البحرين يأتي انطلاقا من وحدة المصير المشترك وترابط أمن دول مجلس التعاون على ضوء المسؤولية الجماعية المشتركة للمحافظة على الأمن والاستقرار في المنطقة، مشيرا إلى أن مملكة البحرين قررت استدعاء سفيرها في طهران بصفه فورية للتشاور.[85]
- ميدانياً: في تصاعد لافت للمواجهات بعد يوم من دخول قوة سعودية وأخرى إماراتية إلى البحرين لمساعدة سلطاتها على وقف الاضطرابات، قالت مصادر طبية أن متظاهرا على الأقل قتل برصاص قوات الأمن البحرينية في مواجهات في بلدة سترة. كما ذكرت وكالة الصحافة الفرنسية أن شرطيا بحرينيا قتل عندما دهسه أحد المحتجين بسيارته. في هذه الأثناء خرج آلاف المتظاهرين في مسيرة إلى السفارة السعودية بالمنامة، ورددوا شعارات تطالب الرياض بسحب القوات السعودية وقوات درع الجزيرة التي دخلت البحرين مساء أمس.[85] وقد تعرض دار الطباعة التابعة لجريدة الوسط لهجوم عصابة مسلحة بالهراوات والسكاكين هاجمت الدار في الساعات الأولى من صباح الثلاثاء في محاولة لمنع صدورها.[86]

#### 16 مارس
- إخلاء دوار اللؤلؤة: في وقت مبكر اليوم بدأت قوات الأمن في التقدم من مرفأ البحرين المالي نحو دوار اللؤلؤة وسط العاصمة المنامة لإخلائه من المحتجين وفك الاعتصام الذي تنظمه المعارضة منذ ثلاثة أسابيع. وأخذت القوات بإزالة الحواجز وحاصرت المحتجين، كما شوهد دخان كثيف يتصاعد قرب موقع الاشتباك بين الشرطة والمحتجين.[87] وتمكنت قوات الأمن من استعادة سيطرتها على الدوار وفضت بالقوة الاعتصام. وقالت مصادر طبية ووكالات أنباء أن أربعة أشخاص، بينهم شرطيان، قتلوا وأصيب العشرات، أثناء المواجهات. ثم شرعت القوات البحرينية في فتح الطرق المؤدية للدوار.[88]
- مواجهات في المنامة بعد إخلاء الدوار: اندلعت مواجهات على الطريق الرئيس الذي يؤدي إلى مرفأ البحرين المالي في العاصمة المنامة بعد فض اعتصام أنصار المعارضة في دوار ساحة اللؤلؤة. وقد استخدمت الشرطة هراوات وغازا مسيلا للدموع ورصاصا مطاطيا لتفريق المعتصمين، وأزالت الخيام الموجودة قرب مرفأ البحرين المالي. ثم ساد الهدوء التام مناطق المنامة ودوار اللؤلؤة والمرفأ المالي وهي التي كانت بؤرا للاعتصامات.[89] وتعرضت أكثر من 15 سيارة في منطقة السنابس للتخريب وتكسير النوافذ وسرقة بعض الحاجيات منها وثقب إطارات السيارات من قِبل القوات مكافحة الشغب[90]
- حظر التجول: أعلنت قوة دفاع البحرين فرض حظر التجوال من الرابعة عصرا حتى الرابعة فجرا في مناطق عدة بالعاصمة البحرينية. جاء ذلك بعدما أخلت قوات الأمن البحرينية دوار اللؤلؤة من المحتجين.[89]
- جزيرة سترة: قتل شخصان أحدهما ضابط شرطة أثناء مواجهات عنيفة مع متظاهرين في جزيرة سَترة، جنوب العاصمة المنامة. وقالت المصادر أن المواجهات أسفرت عن إصابة ما لا يقل عن مائتي متظاهر.[88]
- مواجهات متفرقة: اندلعت مواجهات بين الشرطة البحرينية ومحتجين في مناطق كرنه وعالي مما أدى إلى مقتل أربعة أشخاص على الأقل وجرح المئات.[89]
- استقالات: استقالة وزير الصحة و12 قاضيا و7 شوريين ومسئولين يستقيلون احتجاجاً على «قمع المدنيين».[91]
- هبوط قياسي للدينار: هبط الدينار البحريني اليوم لأدنى مستوى في عدة سنوات في السوق الآجلة، واضطر البنك المركزي للانتقال إلى مقر بديل بعد حملة أمنية على محتجين أدت لإغلاق الحي التجاري، فيما أغلقت بنوك أخرى أبوابها.[92]
- قلق أمريكي: قال المتحدث باسم البيت الأبيض جاي كارني أن الرئيس الأميركي باراك أوباما اتصل بالملكين السعودي عبد الله بن عبد العزيز والبحريني حمد بن عيسى آل خليفة ودعاهما إلى ممارسة «أقصى درجات ضبط النفس» مع المحتجين والسعي لحوار سياسي. وأبلغ كارني الصحفيين أن أوباما «أعرب عن قلقه العميق بشأن العنف في البحرين، وشدد على الحاجة إلى ممارسة أقصى درجات ضبط النفس». يأتي ذلك في حين دافع ملك البحرين حمد بن عيسى آل خليفة اليوم عن وجود قوات من درع الجزيرة في بلاده قائلا أن ذلك يأتي في إطار التعاون والتنسيق الدفاعي المشترك.[93]

#### 17 مارس
اعتقلت السلطات البحرينية ما لا يقل عن سبع شخصيات معارضة بتهمة «التحريض على التخريب»، وأعلن الجيش منع التجمهر والتجمع أو عقد المسيرات أو الاعتصامات في كافة أنحاء البحرين، وسحبت إيران سفيرها في المنامة احتجاجا على قمع المعارضة، فيما ساد الهدوء العاصمة.
- اعتقال زعماء المعارضة: اعتقلت السلطات البحرينية ستة من زعماء المعارضة، وقالت جمعية الوفاق الوطني الشيعية أن من بين المعتقلين رئيس حركة حق حسن مشيمع وعددا من قيادات الحركة أبرزهم عبد الجليل السنكيس نائب الأمين العام للحركة وعبد الهادي المخوضر وحسن حداد، بالإضافة إلى الأمين العام لجمعية وعد إبراهيم شريف.[94] وقال التلفزيون الحكومي اليوم أنه تم اعتقال شخصيات معارضة بتهمة الاتصال بدول أجنبية والتحريض على القتل وإتلاف ممتلكات عامة وخاصة دون أن يذكر عدد من ألقي القبض عليهم.[95]
- إيران تسحب سفيرها: استدعت أمس وزارة الخارجية الإيرانية سفيرها في البحرين مهدي آغا جعفري احتجاجا على ما وصفتها بالمجازر التي ترتكبها السلطات بحق المتظاهرين ودخول قوات أجنبية إلى المملكة.[94]
- الوساطة السورية: التقى وزير الخارجية السوري وليد المعلم في العاصمة الإيرانية طهران أمين مجلس الأمن القومي الإيراني سعيد جليلي وبحث معه الأوضاع في المنطقة، خاصة ما يجري في البحرين. وقد أشارت مصادر صحفية إلى أن المعلم يحمل معه رسالة من ملك السعودية لمسؤولين الإيرانيين بشأن الأوضاع في مملكة البحرين، ودخول قوات من درع الجزيرة إليها. وحسب نفس المصادر فإن مستشار العاهل السعودي كان قد سلم الرسالة إلى الرئيس السوري بشار الأسد خلال زيارته العاصمة السورية دمشق أمس الأربعاء.[96]
- هروب الأموال يهدد الاقتصاد: تشهد البحرين هروبا لرؤوس الأموال إلى الخارج، وهو ما يهدد وضعها كمركز مالي في المنطقة ويشكل ضغطا على عملتها، لكنها لن تواجه على الأرجح أزمة عملة في الوقت الراهن، وفقا لما يراه محللون، خاصة مع تدخل محتمل للسعودية ومجلس التعاون الخليجي. وواجهت البحرين التي توجد فيها صناعة تمويل إسلامي حجمها 66 مليار دولار، تخفيضات عديدة من وكالات التصنيف الائتماني منذ اندلاع الاحتجاجات في فبراير/شباط، وارتفعت تكلفة التأمين على دينها السيادي إلى أعلى مستوى في عشرين شهرا. وإذا طال أمد الأزمة السياسية فإن مستثمري الأجل الطويل قد يبدؤون أيضا في التفكير في تحويل أموالهم، وهو ما قد يضر بشدة بوضع البحرين بوصفها مركزا ماليا تبلغ فيه مطالبات الأجانب على بنوكها نحو 92% من الناتج المحلي الإجمالي. ومن المنتظر أن تتلقى البحرين عشرة مليارات دولار من جيرانها في الخليج لتطوير مشروعات للإسكان والبنية التحتية على مدى عشر سنوات.[97]

-- ميدانياً:
- غرب العاصمة: تجددت الاشتباكات بين المحتجين والشرطة البحرينية في مناطق تقع غربي العاصمة المنامة. ودارت المواجهات اليوم في مناطق جدحفص والسنابس ودية ومنطقة البلاد القديم التي تقع بكاملها غربي العاصمة وسقط فيها عدد من الجرحى بين صفوف المتظاهرين. وقال نشطاء حقوقيون أن عدة مئات من المحتجين سيروا مظاهرات في تلك المناطق بينما قامت الشرطة بإطلاق القنابل المدمعة عليهم وقامت بعض الآليات العسكرية بإغلاق مدخل منطقة دية. وجاء ذلك بعد يوم من أعنف مواجهات تشهدها البلاد بين منذ اندلاع الأزمة والتي أدت إلى مقتل ستة أشخاص (3 من المتظاهرين و3 من الشرطة) وجرح المئات وفض اعتصام المحتجين في ساحة دوار اللؤلؤة وسط المنامة ومنطقة المرفأ المالي بالقوة.[95]
- المنامة: نقلت وكالة الصحافة الفرنسية عن حقوقيين قولهم أن قوى الأمن طوقت مركز السلمانية الطبي بالمنامة واستجوبت الداخلين إليه دون أن تمنعهم من دخوله. وقال التلفزيون الحكومي إن قوى الأمن نظفت المستشفى ممن أسمتهم المخربين.[96]
- 65 مفقودا: أكدت الجمعيات السياسية السبع (الوفاق، وعد، المنبر التقدمي، العمل الإسلامي، الإخاء، التجمع القومي، التجمع الوطني) في مؤتمرٍ صحافي عقدته بمقر جمعية الوفاق بمنطقة الزنج أن الوساطات بينها وبين السلطة متوقفة حالياً بعد إعلان حالة الطوارئ. ورفضت الجمعيات السياسية كذلك تدويل الأزمة البحرينية، وأكدت أن «إجمالي عدد المفقودين على مدى اليومين الماضيين بلغ 85 مفقودا، تبين وجود 20 منهم، وبقي 65 منهم غير معروفي المصير».[98]

#### الجمعة 18 مارس
- الأولوية لاستعادة الأمن: قال وزير الخارجية البحريني الشيخ خالد بن أحمد آل خليفة إن المنامة ملتزمة بالحوار لكن استعادة الأمن والنظام هي الأولوية الآن. وأضاف الوزير أن بلاده ليست على الطريق الخطأ كما قالت واشنطن وأنها ستوضح ذلك. كما أعلن أن مزيدا من قوات درع الجزيرة سيصل إلى البحرين وأنها ستبقى ما دامت هناك حاجة إليها. واتهم وزير الخارجية البحريني إيران بالتدخل في شؤون البحرين من خلال تصريحات مسؤوليها.[99]
- ميدانياً: على الرغم من إعلان حالة الطوارئ في البلاد قبل أيام، شيع آلاف البحرينيين ثلاثة قتلى سقطوا في مواجهات اندلعت خلال اليومين الماضيين بين المتظاهرين وقوات الأمن والجيش البحرينيين.[100]
- دهس شخص يعتقد انه شرطي وضربه: أظهرت صور نشرت على مواقع الإنترنت تعرض شخص قيل انه شرطي بحريني لدهس بسيارة عليها شعار الهلال الأحمر في العاصمة المنامة. وسارع شبان قيل إنهم من المتظاهرين إلى الشرطي الذي بقي دون حراك على الأرض وانهالوا عليه بالضرب والركل.[99]
- إزالة نصب اللؤلؤة: وفي شأن ذي صلة بأحداث البحرين، أزالت السلطات اليوم نصبا في وسط دوار اللؤلؤة الذي كان رمز الاحتجاجات التي اندلعت قبل أسابيع، وحولته جرافات وحفارات إلى ركام. وقالت وكالة الأنباء الألمانية إن وزير الخارجية البحريني علق على ذلك بقوله «إننا نريد أن نمحو الذكريات السيئة».[99]
- ستاندرد تخفض تصنيف البحرين: خفضت مؤسسة ستاندرد أند بورز اليوم الجمعة التصنيف الائتماني للبحرين درجتين وأبقته قيد المراقبة لاحتمال خفضه، مشيرة إلى أن الاحتجاجات العنيفة المستمرة منذ أسابيع أدت إلى تردي المناخ السياسي والاقتصادي في البلاد. وقالت ستاندرد أند بورز الجمعة إنها خفضت تصنيف الديون السيادية الطويلة الأجل والقصيرة الأجل بالعملة المحلية والأجنبية للبحرين إلى «بي بي بي» من «أي سالب» بسبب تصاعد الاضطرابات السياسية في هذا البلد العربي. وخفضت مؤسسة فيتش التصنيف الائتماني للبحرين درجتين هذا الأسبوع، وقالت إن من المحتمل خفضه مجددا، ولا تزال مؤسسة موديز تصنف ديون البحرين بالتصنيف 3، لكنها وضعته قيد المراجعة لاحتمال خفضه. وكانت تكلفة التأمين على الديون السيادية للبحرين من التخلف عن السداد قد واصلت الارتفاع، مقتربة من أعلى مستوياتها في 20 شهرا بعدما دخلت قوات خليجية البلاد. وأغلقت البنوك في الحي المالي بالعاصمة المنامة أبوابها يوم الأربعاء، وعمل المصرف المركزي من موقع بديل، وأوقفت البورصة التداول، وأكد مصرفيون وجود هروب لرؤوس الأموال إلى الخارج جراء الأزمة.[101]

#### 19 مارس
- أعلنت البحرين اليوم تقليص ساعات حظر التجول، وعودة الوزارات والمدارس لساعات العمل الطبيعية، بينما توفي محتج رابع اليوم متأثرا بإصابته.[102]
- أعلنت القيادة العامة لقوة دفاع البحرين لمرتادي البحر وهواة الصيد عن منع الحركة كلياً اعتباراً من الساعة الخامسة مساءً ولغاية الساعة السادسة صباحاً وحتى إشعار آخر.[103]

#### 20 مارس
- هيلاري كلنتون تؤيد درع الجزيرة: في مؤتمر صحفي في باريس حثت وزيرة الخارجية الأميركية هيلاري كلينتون سلطات البحرين على تنفيذ عروضها للحوار، لكنها أكدت حقها في طلب المساعدة من جيرانها العرب.[104]
- سوريا تؤيد درع الجزيرة: في أول رد سوري رسمي على دخول قوات درع الجزيرة أكد وزير الخارجية السوري وليد المعلم أن وجود درع الجزيرة في البحرين، أساسه قانوني وليس احتلالا للبلاد. وأن الاتفاقيات التي أسست لدرع الجزيرة والاتفاق المشترك بين دول مجلس التعاون الخليجي تشكل الأساس القانوني لذلك، معتبرا أن موافقة مملكة البحرين على دخول هذه القوات تشكل الأساس الشرعي له.
وردا على سؤال عن تأثير الموقف السوري على العلاقة مع إيران التي تعارض دخول هذه القوات، قال المعلم «نحن جزء من الأمة العربية، ونعمل من أجل علاقات أفضل بين إيران والعالم العربي الأمر الذي يتطلب التعبير بوضوح عن الموقف السوري، وفي الوقت ذاته احترام الموقف الإيراني».[105]
- المعارضة تتنازل: قدمت جمعية الوفاق (وهي أبرز قوى المعارضة) تنازلات في شروطها للبدء في حوار مع الحكومة يمهد لإخراج البلاد من الأزمة التي تمر بها منذ نحو شهر. واشترطت جمعية الوفاق لبدء المحادثات مع النظام، إطلاق سراح المعتقلين الذين احتجزوا على خلفية الأحداث الأخيرة، وسحب قوات درع الجزيرة التي دخلت البحرين قبل نحو أسبوع. وتعتبر هذه الشروط أقل حدة من تلك التي وضعتها الجمعية الأسبوع الماضي لبدء الحوار، والتي تمثلت بحل الحكومة الحالية وإنشاء حكومة جديدة لا تكون خاضعة لسيطرة العائلة المالكة، وانتخاب مجلس لإعادة صياغة الدستور.[105]
- طرد القائم بالأعمال الإيراني: قامت الحكومة البحرينية اليوم بطرد القائم بالأعمال الإيراني بالبلاد.[105]

#### 21 مارس
- ملك البحرين: أحبطنا مؤامرة خارجية: قالت وكالة أنباء البحرين في تقرير نشرته أمس نقلا عن الملك حمد بن عيسى آل خليفة قوله: «إن مملكة البحرين أفشلت مخططا خارجيا تم الإعداد له لمدة لا تقل عن عشرين أو ثلاثين عاماً استهدف البحرين حتى تكون الأرضية جاهزة لذلك، فلتهنأ البحرين بما أنجزته وليحفظ الله البلاد».[106]
- طرد دبلوماسي بحريني من إيران: طلبت السلطات الإيرانية من دبلوماسي بحريني مغادرة إيران ردا على طرد المنامة دبلوماسيا إيرانيا قبل يومين. وقال المتحدث باسم وزارة الخارجية الإيرانية رامين مهمانبرست أنه عملا بمبدأ المبادلة بالمثل تم استدعاء الملحق في سفارة البحرين وطلب منه أن يغادر البلاد.[107]
- ادانت 769 من منظمات المجتمع المدني (103 شبكة وتحالف ومنظمة تمثل 771 جمعية من 15 دولة عربية) التدخل العسكري الخليجي بقيادة سعودية في البحرين، ودعت المجتمع الدولي وعلى رأسه مجلس الأمن والأمين العام للأمم المتحدة وجميع المنظمات التابعة، التدخل السريع لتوفير الحماية لشعب البحرين من القوة العسكرية التي يمارسها النظام وحلفاؤه الخليجيين ضد الشعب الأعزل، الذي يطالب بحقوقه المشروعة في إقامة نظام ديمقراطي يحترم كرامة الإنسان وحقوقه كما نصت عليها المواثيق والشرائع الدولية.[108]

#### 22 مارس
أكد مجلس جامعة الدول العربية عقب اجتماعه التشاوري الطارئ أن دخول قوات درع الجزيرة إلى البحرين شرعي وأنه جاء بناء على الاتفاقيات الأمنية والدفاعية الموقعة بين دول مجلس التعاون الخليجي لحماية المنشآت الحيوية في المملكة. وشدد المجلس على رفضه التام لأي تدخل أجنبي في الشؤون الداخلية للبحرين، وعلى التمسك بهويتها العربية الإسلامية.

#### 23 مارس
- صدور قرار بتعيين باسم بن يعقوب الحمر وزيرا للإسكان ويعهد إلى فاطمة بنت محمد البلوشي وزيرة التنمية الاجتماعية بالإضافة إلى عملها القيام بأعمال وزير الصحة.[110]
- علقت البحرين الرحلات الجوية من لبنان واليه بعد يوم من توجيه تحذير لمواطنيها من السفر إلى هناك إثر إعلان حزب الله اللبناني المدعوم من إيران تأييده لاحتجاجات الشيعة في المملكة، ذكرت شركة طيران الخليج التي تديرها الدولة في البحرين في بيان على موقعها على الإنترنت أن كل الرحلات الجوية إلى العراق وإيران أوقفت حتى 31 مارس اذار. ولم تذكر أسباب ذلك.[111]
- أعلنت جمعية المعلمين تعليق إضراب المُعلمين والعودة للمدارس.[112]
- أعلن الاتحاد العام لنقابات عمال البحرين في بيان له «تعليق الإضراب العام والعودة إلى العمل في جميع القطاعات اعتباراً من اليوم (الأربعاء)».[113]

#### 24 مارس
- تسبب عدم اكتمال النصاب القانوني في إلغاء الجلسة الاستثنائية التي كان المقرر أن يعقدها مجلس النواب لبحث استقالة كتلة الوفاق من البرلمان.[114]

#### 25 مارس
- وزارة التربية توقف 40 بعثة لطلبة شاركو في مسيرات بالخارج بسبب ما قلت اتيانهم لهذه التصرفات المشينة والتي تتعارض مع القانون ودستور مملكة البحرين.[115]

#### 26 مارس
- مصرف البحرين المركزي طلب من المصارف العاملة في البحرين تسليمه ما لديها من قطع معدنية نقدية من فئة الـ 500 فلس، من أجل استبدالها بأوراق من الفئة ذاتها. وفيما لم يصدر مصرف البحرين المركزي أي توضيحات بهذا الخصوص، غير أن أوساطاً مصرفية رجحت أن يكون لهذا القرار علاقة بوجود رسم لدوار اللؤلؤة، بداخل القطعة النقدية من فئة الـ 500 فلس.[116]

#### 27 مارس
- قالت لجنة الرصد بجمعية الوفاق الوطني الإسلامية إن عدد المفقودين الذين لا يعلم عنهم شيئا وصل إلى 66 شخصاً، غالبيتهم يعود تاريخ اختفائهم إلى ما بعد اقتحام قوات الأمن لدوار اللؤلؤة في 16/3/2011. كما قالت إنه بالإضافة إلى ذلك، فإن عدد المعتقلين يبلغ 173، بينهم 5 نساء، اثنتان منهن حوامل، وداهمت قوات الأمن فجر الأحد منزل عالم الدين الشيخ عبد الجليل المقداد واعتقلته قبل أن تعود صباح أمس وتعيد تفتيش المنزل مرة أخرى. كما اعتقلت قوات الأمن فجر أمس من العاصمة المنامة كلاً من: جواد كاظم منشد، عبد الله حسن الحمد، سيد علوي العلوي، توفيق القصاب، حسن القصاب.[117]
- قال عضو «وفد الوساطة الكويتي» رجل الأعمال علي المتروك إن الوفد «تسلم رداً واضحاً أمس من جمعية «الوفاق» بالموافقة على مبادرة الحوار التي يقودها سمو الأمير سلمان بن حمد آل خليفة، وإن صاحب السمو الشيخ صباح الأحمد الصباح سعيد جداً بهذا التطور الإيجابي، وإن المساعي الآن تنطلق نحو آفاق أرحب من الماضي».[118]

#### 28 مارس
- نفى وزير الخارجية البحريني وجود توسط كويتي لحل الأزمة مع المعارضة.[119]

#### 29 مارس
- ناشد النائب السلفي المستقل الشيخ جاسم السعيدي القائد العام لقوة الدفاع المشير الركن الشيخ خليفة بن أحمد آل خليفة بالأمر إزالة جميع دور العبادة والمآتم غير المرخصة والتي ليس لها أي سند قانوني. ودعا السعيدي المشير الركن بهذه المطالبات باعتباره المسؤول الحالي عن استتباب الأمن وعودة الهدوء والاستقرار وإرجاع الأمور إلى نصابها الصحيح في ظل إعلان حالة السلامة الوطنية التي تستوجب إنهاء جميع الحالات غير القانونية وعلى رأسها دور العبادة والمأتم والمنظمات الغير قانونية.[120]

### أبريل 2011

#### 3 - 5 أبريل
في الثالث من أبريل اعلنت هيئة شئون الإعلام ايقاف جريدة الوسط أثناء برنامج الراصد بعد عرض ماقيل انه تلفيق الأخبار المتعلقة بالاضطرابات الطائفية وسرقة أدبية، ثم سمحت لها بالإصدار بعد استقالة رئيس تحرير منصور الجمري
في الخامس من أبريل اطباء من اجل حقوق الإنسان افادت بأن عدداً من الأطباء فُقدوا في مجمع السلمانية الطبي بعد الاستجوابات الأخيرة من قبل الأمن 

#### 6 أبريل
- تسريح العمال: قامت عده شركات وجهات رسمية بتسريح موظفين لمشاركتهم في الإضراب، حيث فصلت شركة الاتصالات «بتلكو» 85 موظفاً،[124] وفصلت شركة طيران الخليج 15 موظف[125] وقد قالت إدارة العلاقات العامة والإعلام في جامعة البحرين إن لجان التحقيق في جامعة البحرين توصلت إلى التوصية حتى الآن إلى فصل عميدة إحدى الكليات، وفصل سبعة أساتذة أكاديميين، وإعطاء إنذار نهائي لأستاذة أكاديمية، وتنبيه كتابي لأستاذة أخرى، إضافة إلى فصل 25 إدارياً، وفصل 62 طالباً وطالبة، وإيقاف ثمانية من الطلبة والطالبات لمدة عام دراسي واحد، بالإضافة إلى إنهاء بعثات خمسة طلبة مبتعثين من قبل الجامعة لنيل الدكتوراه.[126]
- حل جمعية المعلمين وإيقاف مجلس إدارة جمعية الأطباء :

صدر عن الدكتورة فاطمة محمد البلوشي وزيرة التنمية الاجتماعية قرارين وزاريين قضى القرار الأول بحل جمعية المعلمين البحرينية فيما قضى القرار الثاني بوقف مجلس إدارة جمعية الأطباء البحرينية.
وقد صدر عن مكتب النائب العام العسكري ان تم القبض على رئيس جمعية المعلمين مهدي عيسى مهدي أبو ديب وذلك للتحقيق معه بشأن البيانات التي اصدرتها الجمعية وكانت تدعو فيها إلى كراهية النظام وارتكاب جرائم العنف والترويج إلى تغيير النظام السياسي للدولة بالقوة وباستخدام وسائل غير مشروعة بالإضافة إلى الدعوة إلى العصيان المدني.

#### 8 أبريل
- أيقاف جمعية وعد:

صرح النائب العام العسكري بقوة دفاع البحرين بأنه وبناء على أحكام المرسوم الملكي رقم 18 لسنة 2011 بشأن إعلان حالة السلامة الوطنية واستناداً إلى البندين (8 و9) من المادة الخامسة من هذا المرسوم، فقد تقرر وقف نشاط جمعية العمل الوطني الديمقراطي (وعد) وإغلاق مقارها وموقعها الإلكتروني حتى إشعار آخر، وذلك لما تضمنه بيانها المنشور بتاريخ 3 أبريل/ نيسان 2011 من عبارات ماسة بالقوات المسلحة وأخبار كاذبة تثير الفتنة والفرقة بين المواطنين، والتعرض لإجراءات التحقيق المتخذة من قبل النيابة العسكرية في القضايا المتعلقة بإعلان حالة السلامة الوطنية رغم وجود حظر بعدم جواز النشر صادر من النائب العام العسكري.

#### 14 أبريل
أعلنت وزارة العدل والشئون الإسلامية والأوقاف عن قيامها برفع دعاوى قضائية لحل كل من جمعية العمل الإسلامي وجمعية الوفاق الوطني الإسلامية، وذلك نظراً لما ارتكبته الجمعيتان المذكورتان من مخالفات جسيمة لأحكام الدستور وقوانين المملكة والقيام بنشاطات أضرت بالسلم الأهلي والوحدة الوطنية والتحريض على عدم احترام المؤسسات الدستورية، وقد تراجعت الحكومة عن قرار حل جمعيتي وقد قال وزير الخارجية إن البحرين لا تسعى لحل جمعيتي (الوفاق والعمل الإسلامي) وذلك في تعليقات صدرت بعدما انتقدت الولايات المتحدة تحركاً قانونياً ضد جمعية الوفاق.

#### 15-18 أبريل
في الخامس عشر من أبريل أعلنت وزارة العدل بأنها ستتحرك لمنع الوفاق وجمعية العمل الإسلامي أمل، ولكن بعد انتقادات لاذعة من قبل الحكومة الأمريكية وغيرها، نفى وزير الخارجية أن الحكومة لديها أي خطط لحل الأحزاب السياسية وادعى انه «خبر غير دقيق».
في السابع عشر من أبريل قررت لجنة تحقيق رياضية إيقاف 150 رياضيّاً «بداعي مشاركتهم في مسيرة رياضية غير مرخصة» خلال الأزمة السياسية التي مرت بمملكة البحرين، وأشار بيان رسمي صادر عن اللجنة «اتخذت اللجنة قراراً بايقاف عدد 150 من اللاعبين والإداريين والمدربين بصفة فورية وقد تم إبلاغ بعض الاتحادات الرياضية والأندية الوطنية بفحوى هذا القرار على أن يتم إبلاغ جميع الاتحادات والأندية المعنية مطلع الأسبوع المقبل».
في الثامن عشر من أبريل/نيسان هاجم مقنعون منزل الناشط الحقوقي نبيل رجب بالقاء قنابل مسيله للدموع على منزله الكائن بمنطقة بني جمرة مما أدى لاختناق امه 78-عام والتي تعاني من امراض في الجهاز التنفسي. وعلى حد علم هيومن رايتس ووتش فإن قوات الأمن البحرينية هي الوحيدة في البحرين التي تستطيع الحصول على مثل هذه القنابل المسيلة للدموع.

#### 21 أبريل
وثّقت عدة تقارير إساءة منهجية من قبل العسكر ضد الطاقم الطبي  ونشرت صحيفة الأندبندنت البيرطانية رسائل بريد إلكتروني من جراح كبير في مجمع السلمانية الطبي يوضح فيها تفاصيل اعتقال الكادر الطبي. وقالت جمعية المسفين البريطانية أن البحرين تخترق بوضوح اتفاقية جنيف

#### 28 أبريل
ادين سبعة متضاهرين أمام محكمة السلامة الوطنية بتهمة قتل شرطيين أثناء الهجوم على دوار اللؤلؤة رمز الحركة الشعبية وهم (عبد الله السنكيس، قاسم حسن مطر، سعيد عبد الجليل، عبد العزيز عبد الرضا، عيسى علي عبد الله، سيد صادق علي مهدي، حسين جعفر عبد الكريم) وحكم على المتهمية الأربعة الأوائل بالإعدام، في حين حكم على الثلاثة الباقين بالسجن المؤبد.

### مايو 2011

#### 17-18 مايو
وفقاً للشرطة البحرينية عند محاولة تفريق محتجين خرجوا في مسيرة ليلية في منطقة نويدرات اصيب 9 رجال من الشرطة بعد أن قام احدهم بالانطلاق مسرعاً بسيارته محاولاً دهس الشرطة وذلك بعد أن اصيب اخوه بإصابة مباشرة في الرأس جراء الطلقات النارية وقالت بأن أربعة من رجال الأمن في حالة حرجة وأن السائق اصيب أيضاً  مصادر أخرى تدّعي ان هناك معركة بين رجال الشرطة وأنهم اطلقوا الرصاص على بعضهم البعض.

#### 21-22 مايو
في 21 مايو وللمرة الثانية يتم استهداف بيت رئيس مركز البحرين لحقوق الإنسان الناشط الحقوقي نبيل رجب والقيت في المنزل اربع قنابل غاز خانق واشارت هيومن رايتس ووتش بأن القنابل الغازية هي من تصنيع الولايات المتحدة الأمريكية وان حكومة البحرين هي فقط من تستطيع استيراد هذا النوع من الغازات 
في 22 مايو قررت محكمة الاستئناف العسكرية إسقاط عقوبة الإعدام عن سعيد علي قاسم حسن مطر أحمد وسعيد عبد الجليل وتحويلها إلى السجن المؤبد بينما وافقت على حكم الإعدام على كل من المتهمين لعبد الله حسن علي السنكيس وعبد العزيز عبد الرضا إبراهيم حسين.

#### 29-31 مايو
في 29 مايو، منعت سلطات الأمن البحرينية الناشط الحقوقي نبيل رجب من السفر إلى بيروت لحضور اجتماع منظمة IFEX وكردة فعل اعتصم نبيل رجب لفترة وجيزة عند بوابة المطار.
في 31 مايو حمد بن عيسى ال خليفة، ملك البحرين دعا إلى حوار وطني -دون شروط مسبقة- على ان يبدأ الحوار أوائل يوليو وترفع توصيات الحوار له عبر المؤسسات التشريعية (الصورية) كما يحلو للمعارضة تسميتها 
في اليوم نفسه اصدرت المحكمة العسكرية (محكمة السلامة الوطنية) أمر قبض على كل من نبيل رجب، والشيخ علي سلمان أمين عام جمعية الوفاق الوطني الإسلامية مع 3 من أعضاء الجمعية وهم : رئيس الكتلة البرلمانية المستقيلة عبد الجليل خليل، النائب الأول لرئيس مجلس البرلمان المستقيل خليل المرزوق والنائب المستقيل من كتلة الوفاق أيضاً محمد المزعل. واتهم نبيل رجب بنشر بيانات كاذبة عن الوضع في البحرين وتعزيز الكراهية، واتهم أيضاً بإهانة الذات الملكية لملك البحرين  وتم إطلاق سراحهم جميعاً بعد ساعات في اليوم نفسه.

### يونيو 2011

#### 1 يونيو
اندلعت عدة اشتباكات بين الشرطة البحرينية والمتظاهرين على اثر الاحتاجات التي عادت تنشط بقوة خصوصاً مع رفع حالة الطوارئ السلامة الوطنية في هذا اليوم 

#### 2 يونيو
حاول المحتجون العودة إلى دوار اللؤلؤة بعد رفع حالة السلامة الوطنية حيث فرقت قوات الأمن مسيرة انطلقت من منطقة السنابس محاولة الوصول إلى مكان الاعتصام السابق للمعارضين، واستخدمت قوات الأمن العصي والقنابل الصوتية ومسيلات الدموع وخراطيم المياه بالإضافة إلى الرصاص الانشطاري الشوزن/الخرطوش لتفريق تظاهرة أخرى انطلقت عند باب البحرين في العاصمة البحرينية المنامة 

#### 8 يونيو
أعلن المدير التنفيذي لسباقات الجائزة الكبرى فورملا1، بيرني ايكليستون بان سباق الجائزة الكبرى لن يعود هذا العام إلى البحرين، حيث ان البلد لا يزال يتعامل مع تقارير عن انتهاك حقوق الإنسان بعد اسبوع من رفع الملك حالة الطوارئ

#### 11 يونيو
عشرات الآلاف من البحرينين شاركوا في اعتصام تحت عنوان «وطن الجميع»، وهذا الاعتصام هو الأول من نوعه بعد رفع حالة السلامة الوطنية مطلع هذا الشهر وقد قال انصار المعارضة أن التجمع أعلن عنه مسبقاً وتم اخطار الجهات الرسمية به، ولم تتعرض قوات الأمن للحشود التي شاركت في الاعتصام، وقال شاهد عيان من رويترز أن الطائرات المروحية حلّقت فوق المحتجين الذين رفعوا لافتات مكتوب عليها «الوطن للجميع»  والقى الشيخ علي سلمانخطاباً حيى فيه الشهداء والمعتقلين والجرحى وأكدّ على استمرار الحركة الاحتجاجية ومطالبها.

#### الأحد 27 يونيو
قال مصدر بالحكومة البحرينية ان السعودية ستسحب أغلب قواتها الأمنية من البحرين بعد أن ساعدت في قمع الاحتجاجات التي اندلعت في مارس اذار.

### يوليو 2011

#### السبت 2 يوليو

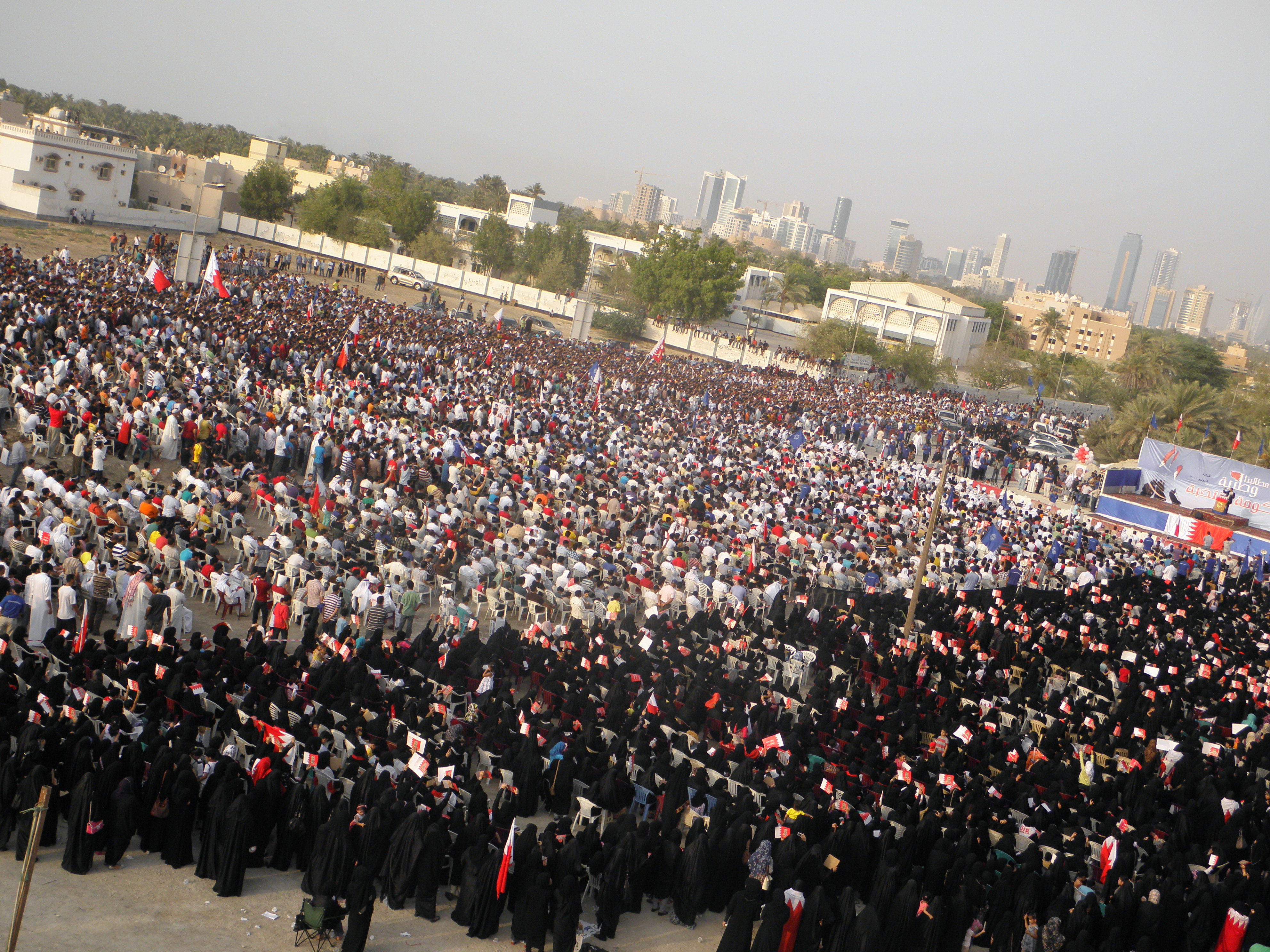
آلاف المتظاهرين في كرانة في 8 يوليو

شارك قرابة 30.000 شخص في تشييع الشهيد مجيد أحمد عبد العال الذي استشهد بسبب رصاص انشطاري في الرأس تعرض له أثناء اخلاء دوار اللؤلؤة من المحتجين وظل ميتا سريريا لسبعين يوما، وبعد انتهاء التشييع شارك بعض المشيعين في مظاهرة متجهة لدوار اللؤلؤة لكن قوات الأمن قمعت التظاهرة بالرصاص المطاطي ومسيلات الدموع والقنابل الصوتية.

#### الجمعة 22 يوليو

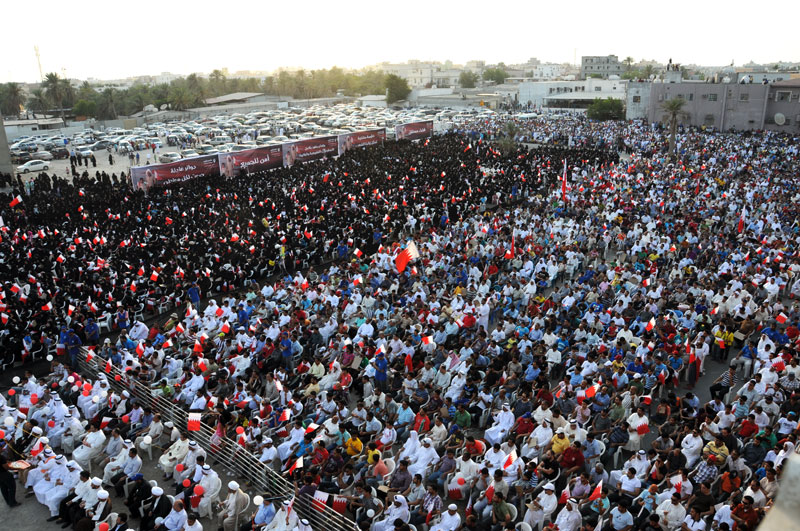
آلاف المتظاهرين في 22 يوليو

رفض الوفد الأيرلندي رواية الوزيرة البلوشي للأحداث، البروفيسور ماكّورماك قال بأن الوفد قد اسمتع بأدبٍ إلى رواية الدكتورة البلوشي للأحداث، والتي اتهمت فيها الأطباء بالقيام بشكل متعمد بإحداث إصابات إضافية وبالتسبب في وفاة بعض الناشطين في محاولة لتوريط السلطات، كما ذكرت بأن مجمع السلمانية الطبي قد أصبح على وجه الخصوص مركزاً للنشاط السياسي. الوفد الأيرلندي الذي ضمَّ أيضاً وزير الخارجية السابق ديفيد أندروز والنائبة في البرلمان الأوروبي ماريان هاركين والنائبة في مجلس الشيوخ أفيريل باور والبروفيسور إيأوين أوبراين قد رفض رواية الدكتورة البلوشي مستشهداً بأدلة موثوقة حول حدوث عمليات التعذيب المزعومة، والتي تتضمن الإجبار على الوقوف لفترات طويلة والضرب والتحرش الجنسي. وذكرت التقارير أن رئيس جمعية الأطباء البحرينية قد وصف أعضاء الوفد الأيرلندي باسم «الإرهابيين». وقال البروفيسور ماكّورماك لصحيفة آيريش ميديكال تايمز: «عندما أخبرتُ وزيرة الصحة بالوكالة الحاصلة على شهادة الدكتوراه والتي هي وزيرة لحقوق الإنسان أيضاً أن أحد الأطباء المعتقلين هو في خطر قيامه بالانتحار بعد تعرضه للتعذيب المستمر الدائم أنزلت وجهها قليلاً وقالت بأنها ستنظر في الأمر». البروفيسور ماكّورماك قال أن الوزيرة التي رفضت طلبهم بلقاء الأطباء الأربعة العشر الذين ما زالوا رهن الاعتقال قد تعهَّدت أن تثير مع الملك حمد احتمالية إطلاق سراحهم بكفالة. يُذكر بأن ثلاثة من الأطباء المعتقلين وهم علي العكري وباسم ضيف وغسَّان ضيف كانوا قد تدربوا في كلية الجراحين الملكية في أيرلندا.

#### الأحد 24 يوليو
أطلقت السلطات البحرينية سراح النقيب السابق في الجيش محمد البوفلاسة الذي كان قد شارك في الاحتجاجات بعد أن أعتقل في في فبراير المنصرم بعد أن القى كلمة في المحتجين المتجمعين في «دوار اللؤلؤة» في العاصمة المنامة. وتجمع عدد كبير من البحارينيين امام منزل بوفلاسه في ببمدينة حمديي القريبة من المنامة لتحيته بعد إطلاق سراحه، ونقلت وكالة رويترز عن عدد من الحاضرين قولهم إن التجمع ضم افراد من الطائفتين السنية والشيعية. يذكر ان بوفلاسه من اتباع المذهب السني.

### أغسطس 2011

#### الأحد 4 أغسطس
أصدرت قناة الجزيرة الإنجليزية فيلم وثائقي مدته 50 دقيقة باسم البحرين: صراخٌ في الظلام (بالإنجليزية: Bahrain: Shouting in the Dark)‏، يسلط الضوء على استمرار الاحتجاجات المناهضة للحكومة من الشيعة البحرينيين ويبين كيف تم استخدام الفيس بوك لاستهداف الناشطين المؤيدين للديمقراطية -مثل صفحة «معاً لكشف الشيعة الخونة»- وعلى انتهاكات حقوق الإنسان من قبل النظام.

#### الأحد 7 أغسطس
قدَّمت البحرين احتجاجاً لجارتها قطر حول الفيلم الذي أنتجته قناة الجزيرة الإنجليزية التي يقع مقرها في الدوحة؛ وزعم خميس الرميحي النائب البرلماني المؤيد للحكومة أن هناك «أجندة خفيَّة»، كما اتهم الجزيرة التي يمتلكها أمير قطر بمحاولة ضرب منافع حوار البحرين الوطني.
اصدرت السلطات البحرينية اوامر بالإفراج عن مجموعة من المحتجزين بينهم نائبان سابقان من جمعية الوفاق جواد فيروز ومطر إبراهيم مطر قد اعتقلا تحت تهديد السلاح في مطلع مايو. وكان الرجلان يحاكمان امام محكمة السلامة الوطنية لما اتهما به من الدعوة لتغيير النظام و'بث شائعات' على صلة بالاحتجاجات المطالبة بالديمقراطية.